# 이마가와씨

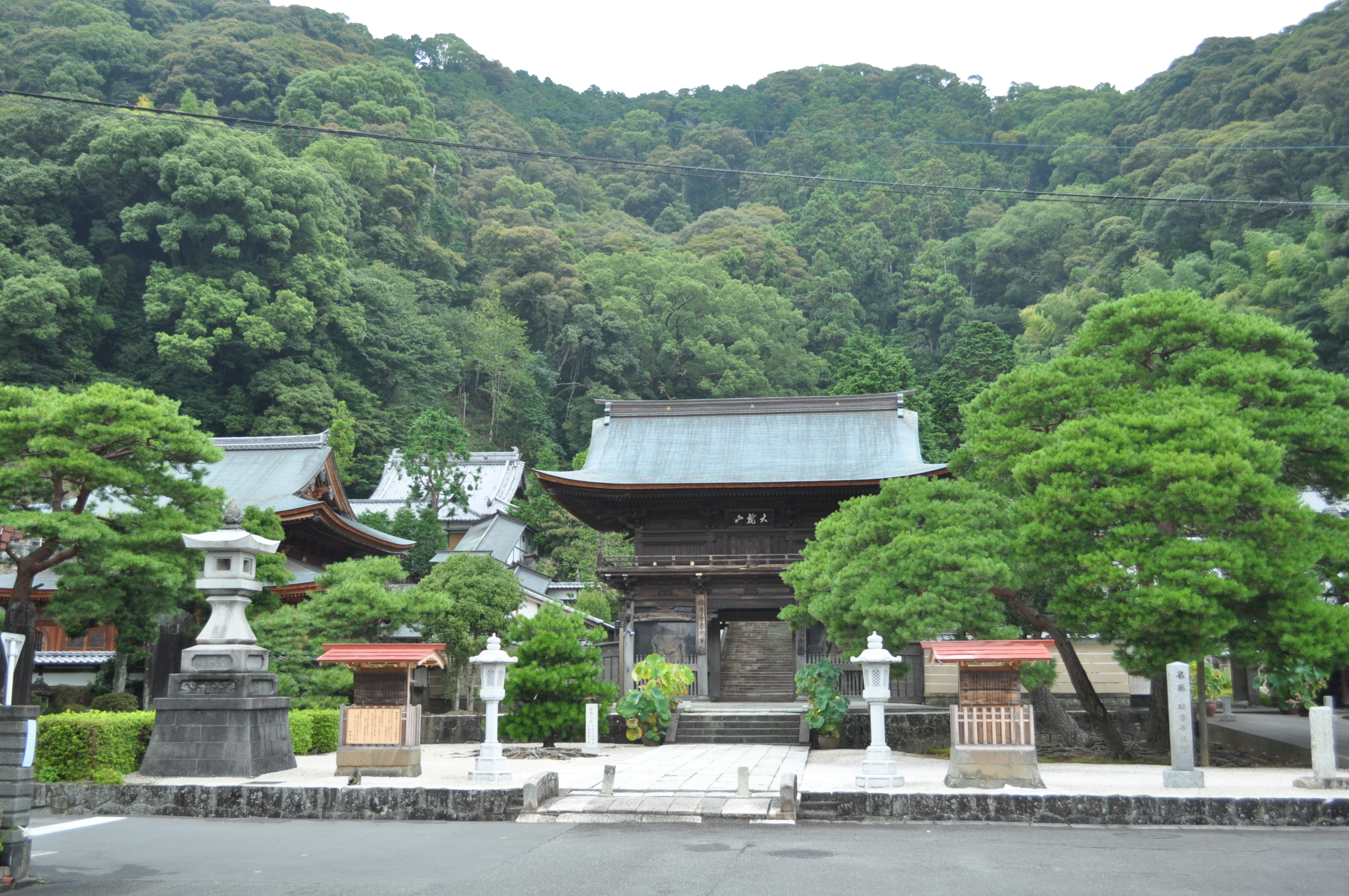
이마가와 집안의 보다이지(菩提寺)였던 임제사(臨済寺). 일본 시즈오카 현에 소재하고 있다. 2016년 8월 14일 촬영.

이마가와 씨(今川氏)는 일본의 부케(武家)이자 사족(士族)으로써 존재했던 씨족이다. 일본어로는 이마가와우지(いまがわうじ) 또는 이마가와시(いまがわし)라고 읽는다.
세이와 겐지(清和源氏) 아시카가 씨(足利氏)의 지류 가문으로, 그 적류(嫡流)인 스루가 이마가와 씨가 무로마치 시대(室町時代)에 스루가 국(駿河国) ・ 도토미 국(遠江国)의 슈고 다이묘(守護大名)가 되어 센고쿠 시대(戦国時代)에는 이들 구니(国)를 지배하는 센고쿠 다이묘(戦国大名)로 전화하는 데에 성공하였고, 이마가와 요시모토(今川義元)의 대에는 미카와 국(三河国)까지 지배하게 되어 일본 도카이 지방(東海地方) 최대의 세력을 자랑하였다.
그러나 에이로쿠 3년(1560년)의 오케하자마 전투(桶狭間の戦い)에서 요시모토가 전사하고, 이후 미카와의 도쿠가와 씨(徳川氏) ・ 가이의 다케다 씨(武田氏) ・ 사가미의 고호조 씨(後北条氏) 등의 침략을 받아 쇠퇴하였다.
이후 에도 시대(江戸時代)에 자손이 고게(高家)로써 겨우 집안의 이름을 유지하였으나 메이지 유신(明治維新) 이후 화족(華族)이 아닌 사족(士族)에 편입되었고, 그나마도 1887년에 적류 집안이 단절되었다.

## 개요
아시카가 요시카네(足利義兼)의 손자인 기라 나가우지(吉良長氏)의 둘째 아들 구니우지(国氏)가, 미카와 국(三河国) 하즈 군(幡豆郡)의 이마가와 장(今川庄)을 영유하고 이마가와를 칭한 것에서 시작되었다. 이마가와 집안은 아시카가 일문에 속하는 명문가였고, 무로마치 막부를 세운 아시카가 쇼군케(足利将軍家)의 친족으로써의 가격(家格)을 가지고 있었고, 아시카가 쇼군케의 고이치케(御一家)로써 우대받았던 기라 씨(吉良氏) 집안의 분가에 해당하였다. 「고쇼(御所, 아시카가 쇼군케)가 단절되면 기라가 잇고, 기라가 단절되면 이마가와가 잇는다」(御所が絶えなば吉良が継ぎ、吉良が絶えなば今川が継ぐ)라는 말이 있을 정도로 아시카가 종가(즉 무로마치 바쿠후의 쇼군 가문 계통)의 혈맥이 단절되었을 경우에는 기라 집안은 아시카가 종가 그리고 세이이타이쇼군(征夷大将軍)의 직책을 계승할 권리가 발생하는 특별한 집안이었다고도 전한다. 
기라 집안의 분가인 이마가와 집안은 슈고나 사무라이도코로쇼시에 임명되는 경우가 으레 있었다. 군공을 세워서 부쇼군(副将軍)이라는 칭호를 받았던 이마가와 노리마사(今川範政)의 아들 노리타다(範忠)는 에이쿄의 난(永享の乱)에서 세운 전공으로 쇼군으로부터 노리타다 본인과 그 직계 자손 이외에는 이마가와 성 사용을 금지한다는 「덴카이치묘지」(天下一苗字)라는 대우를 받았으므로, 일본 각지에서 번영한 이마가와 성을 쓰는 집안도 스루가 슈고 집안밖에 없게 되었다고 전하고 있다. 그러나 노리타다 사후에 잠시 종가의 지위를 다투는 입장이었던 오가 씨(小鹿氏)에는 그 뒤로도 만일의 경우 가독(家督) 계승 자격자로써 이마가와 성을 쓰는 것을 허락받는 경우도 있었다는 연구도 있다.
1. 스루가 이마가와 집안(駿河今川家)：스루가 슈고(駿河守護)직을 대대로 계승했던, 이마가와 집안의 적류(嫡流)이다. 본 항목에서 서술한다.
2. 도토미 이마가와 집안(遠江今川家)：1.의 분가로 도토미(遠江)에 영지를 받았던 이마가와 사다요(今川貞世, 료슌)를 시조로 하는 일족이다. 호리코시 씨(堀越氏) ・ 세나 씨(瀬名氏)도 참조.
3. 히젠 이마가와 집안(肥前今川家)：똑같이 1.의 분가로 히젠(肥前)에 영지를 받았던 이마가와 나카아키(今川仲秋)를 시조로 하는 일족이다. 모치나가 씨(持永氏) 참조.

## 집안의 역사

### 가마쿠라 시대

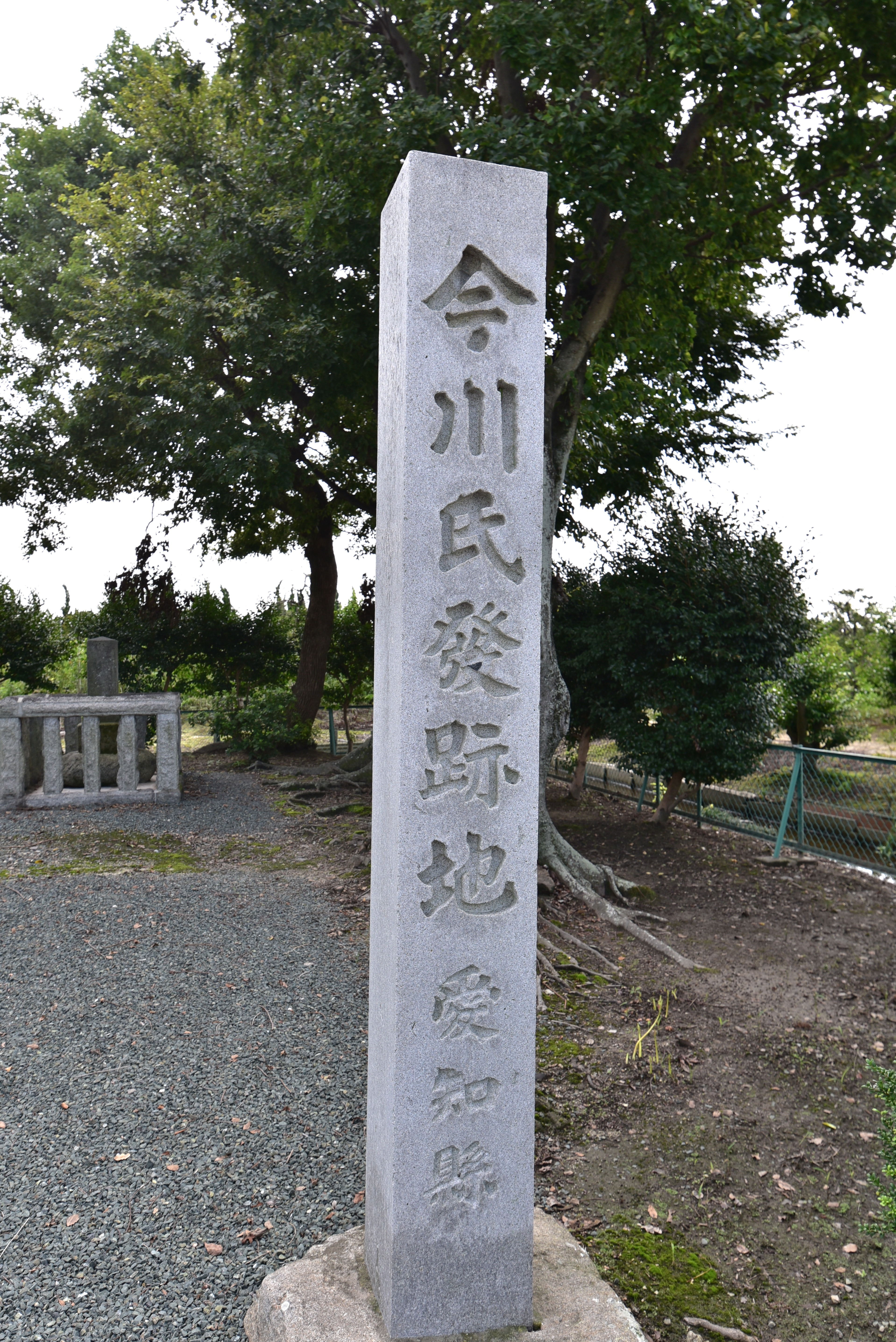
이마가와 씨 발상지비(今川氏発祥地碑). 일본 아이치 현(愛知県)니시오 시(西尾市) 소재.

아시카가 3대 당주 아시카가 요시우지(足利義氏)의 서장자(庶長子)로써 기라 집안을 일으킨 기라 나가우지(吉良長氏)의 차남 구니우지(国氏)가 기라 씨의 영지 가운데 미카와 국(三河国)의 幡豆郡에 있던 이마가와 장원(今川荘))을 나누어 받아서 그 땅의 이름을 자신의 본관(本貫)으로 삼고 이마가와 시로(今川四郎)를 칭하면서 이마가와 집안이 시작되었다. 이마가와 정에는 아이치 현에서 세운 이마가와 씨 발상지(今川氏発祥地)로 새긴 석비가 있다.
기라 씨와 이마가와 씨의 조상인 나가우지는 훗날 무로마치 바쿠후를 세우게 되는 아시카가 집안의 소료(惣領)를 이은 야스우지(泰氏)에게는 항렬상 형에 해당하는 인물이었기에(비록 서자이기는 했지만), 기라 씨 다음으로 아시카가 일문에서 중하게 대우되었고, 시부카와 씨(渋川氏) ・ 이시바시 씨(石橋氏)와 함께 「고잇케」(御一家)라 불리며 아시카가 일문의 여느 분가들과는 격이 다른 존재로 대우받았던 것은 이러한 배경 때문이었다. 하지만 "아시카가가 단절되면 기라가 잇고, 기라가 단절되면 이마가와가 잇는다"는 말이 있을 정도로 아시카가 쇼군케의 근친자였다 한들 현실에서는 아시카가 쇼군케(足利将軍家)의 다른 숱한 분가 가운데 하나에 지나지 않았고, 기라 씨가 버티고 있는 이상 이마가와가 아시카가 본가를 잇고 쇼군 자리에 다가갈 가능성은 별로 없었다.

### 난보쿠초 시대에서 무로마치 시대로
가마쿠라 바쿠후(鎌倉幕府) 멸망과 겐무 신정(建武の新政)을 거치면서, 구니우지의 손자(모토우지의 장남)인 이마가와 요리쿠니(今川頼国)가 네 명의 동생나 그 자식들을 거느리고 아시카가 타카우지(足利尊氏)의 북조(北朝)편에 속하여 각지에서 전공을 세웠다. 요리쿠니는 호조 잔당이 일으킨 나카센다이의 난(中先代の乱)에서의 小夜中山合戦에서 호조 도키유키(北条時行)측의 나고시 다카쿠니(名越高邦)를 잡는 공적을 세웠지만, 사가미 강 전투(相模川の合戦)에서 셋째 동생 요리치카(頼周)와 함께 전사했다. 둘째 동생인 노리미쓰(範満)도 고테사시가하라 전투(小手指原の戦い)에서 전사하고 말았다.
이 공적으로 요리쿠니의 아들인 요리사다(頼貞)는 단고(丹後) ・ 다지마(但馬) ・ 이나바(因幡)의 슈고(守護)로 임명되었다. 또한 요리쿠니의 막내동생으로 쇼군 타카우지를 가까이서 섬겼던 노리쿠니(範国)도 스루가(駿河) ・ 도토미(遠江)의 슈고로 임명되었다. 간노의 소란(観応の擾乱)에서는 노리쿠니의 적남인 노리우지(範氏)가 타카우지편에 속하여 공을 세웠고 스루가 슈고직을 이었다. 이 노리우지의 계통이 이마가와의 적류(嫡流)로써 스루가 슈고를 세습하게 된다. 스루가 슈고 이마가와 씨는 간토 구보(関東公方) 영지를 감시하는 역할을 아시카가 쇼군케로부터 부여받았다고도 한다.
이마가와 씨 가운데는 무로마치 바쿠후(室町幕府)의 사무라이도코로(侍所)의 장관이 임명되기도 하는 등 시바 씨(斯波氏)・하타케야마 씨(畠山氏)・호소카와 씨(細川氏)・잇시키 씨(一色氏)・야마나 씨(山名氏)・아카마쓰 씨(赤松氏)・교고쿠 씨(京極氏)・도키 씨(土岐氏) 등과 함께 바쿠후의 숙로(宿老)의 한 사람이기도 하였다.
또한 노리우지의 동생으로 히젠 슈고(肥前守護)였던 사다요(貞世, 이마가와 료슌)는 간레이(管領) 호소카와 요리유키(細川頼之)로부터 규슈 단다이(九州探題)로 임명되어 남조(南朝) 세력이 강하던 규슈(九州)를 평정하는 데에 성공했지만, 쇼군 아시카가 요시미쓰(足利義満)로부터는 료슌의 세력이나 명망이 거슬릴 수밖에 없었고 따라서 매우 견제당한 것으로 보인다. 나아가 오우치 요시히로(大内義弘)가 쇼군 요시미쓰에게 대항하여 일으킨 오에이의 난(応永の乱)이 발발하자 일시 이에 가담하려는 움직임을 보인 가마쿠라 구보(鎌倉公方) 아시카가 우지미쓰(足利氏満)를 뒤에서 부추긴 것이 이마가와 료슌이었다는 의심까지 사고 있었다. 료슌이 바쿠후의 토벌 대상에 오르게 되자 우에스기 노리사다(上杉憲定) 등이 나서서 료슌을 구명하였고, 료슌 자신이 상경하여 쇼군 요시미쓰를 뵙고 사죄의 뜻을 밝히면서 사면되었지만, 중앙정계로부터 내쳐지게 된 데다 도토미의 절반에 대한 슈고 권한을 잃었다(나머지 절반은 료슌의 동생 나카아키가 슈고를 맡았다). 그 자손은 슈고직을 시바 씨에게 넘긴 뒤 스루가에 토착했고, 스루가 이마가와 집안(駿河今川家)으로 출사하였다.

### 센고쿠 시대
센고쿠 시대(戦国時代) 15세기 말에 이르러 큰외삼촌 이세 모리토키(伊勢盛時)의 도움으로 가독 다툼에서 승리한 우지치카(氏親)는 아버지 요시타다(義忠)의 대에 좌절되었던 도토미로의 재침공을 시도했다. 그 결과 기존에 적대하고 있던 시바 씨를 배제하는데 성공하고 도토미 슈고직을 얻었다. 또한 미카와에서 도토미로 진출해 있던 기라 씨가 일련의 전투로 시바 씨에 가담하여 그 아군이 되자 도토미 영지를 빼앗아 차지하고 이를 굴복시켰다. 다만 아무리 하극상이 일상화되다시피 했던 센고쿠 시대라 한들 분가인 이마가와가 본가인 기라를 굴복시킨다는 것은 이마가와의 권위를 뒤에서 받치고 있는 아시카가 일문의 내부질서를 흔들 수밖에 없는 것이었고, 최종적으로는 우지치카의 딸을 기라 요시타카(吉良義堯)에게 시집보내는 것으로 기라 씨의 체면을 어느 정도 보전해 주는 형태를 취했다.
그뒤 우지치카는 가이 국(甲斐国)의 난리 상태에 개입해 가이 서부의 고쿠슈(国衆) 오오이 씨(大井氏)를 종속시켰다. 령국 통치에 있어서는 분국법(分国法)인 「이마가와 가나 목록」(今川仮名目録)을 정하여 이마가와 씨를 센고쿠 다이묘(戦国大名)로 발전시켰다. 슨푸(駿府)에서는 레이제이 다메카즈(冷泉為和) 등 전란을 피해 내려온 구게(公家)들도 있었는데 이들에 의해 문화적으로도 원숙한 시대를 맞이하게 된다.
우지치카가 사망한 뒤에는 그의 정실(正室)인 주케이니(寿桂尼)가 적남(嫡男) ・ 우지테루(氏輝)를 후견하였다. 덴분(天文) 5년(1536년) 3월 17일에 우지테루 ・ 히코고로(彦五郎)가 죽자 우지테루의 동생으로 승려로 출가해 있던 겐코 에탄(玄広恵探)과 바이카쿠 쇼호(栴岳承芳), 두 형제 사이에 가독 다툼이 벌어졌다. 이를 「하나쿠라의 난」(花倉の乱)이라고 한다. 하나구라의 난을 제압한 것은 바이카쿠 쇼호였고, 그는 환속하여 이마가와 요시모토(今川義元)라 개명하고 이마가와 집안의 당주가 되었다. 그의 이름은 이마가와 역대 당주들의 돌림자인 우지(氏)를 쓰지 않은 대신 쇼군케로부터 받은 요시(義)를 사용하였다.
요시모토가 당주로 있던 시기에는 그때까지 적대하고 있던 가이의 다케다 씨(武田氏)와의 화목으로 고슨 동맹(甲駿同盟)이 맺어졌고, 이로 해서 이마가와 씨와 사가미의 고호조 씨(後北条氏)와의 관계가 악화되어 「가토의 난」(河東の乱)을 야기하게 되었다. 가토의 난은 다케다 집안의 당주 다케다 하루노부(武田晴信)의 중개로 이마가와 ・ 고호조 사이에 동맹이 맺어졌으며, 나아가 다케다 씨와 고호조 씨 사이에도 고소 동맹(甲相同盟)이 맺어지면서 삼자관계는 고소슨 삼국동맹(甲相駿三国同盟)으로까지 발전하였다.
요시모토는 이 삼국동맹을 배경으로 미카와로의 진출에 힘썼고, 약체화된 마쓰다이라 씨(松平氏)를 종속시켰으며, 오와리(尾張)의 오다 씨(織田氏)와는 「안죠 합전」(安城合戦), 「아즈키자카 전투」(小豆坂の戦い) 등의 전투를 벌이며 미카와에서 오다 씨를 몰아내는 데에 성공하였다. 미카와 마쓰다이라 씨의 당주인 마쓰다이라 모토야스(松平元康, 훗날의 도쿠가와 이에야스)는 기존 바쿠후의 호코슈(奉公衆)로 스루가 이마가와 씨의 중신이기도 했던 이마가와 세키구치 가(今川関口家)에서 정실을 맞이했다. 이렇게 스루가 ・ 도토미 ・ 미카와 3개 구니에 더해 오와리 일부까지 영유하게 되었으나, 에이로쿠(永禄) 3년(1560년) 5월 19일에 오케하자마 전투(桶狭間の戦い)에서 오다 노부나가(織田信長)에게 본진을 기습당해 당주 요시모토가 전사해 버렸다.
요시모토의 뒤를 이은 것은 우지자네(氏真)로, 그의 대에 미카와 오카자키 성(岡崎城)에서 마쓰다이라 모토야스가 자립하는 등 지배 령국의 동요를 초래했고, 이마가와에 신하로 따르던 고쿠진(国人)들의 이반을 유발하였다. 우지자네는 몸소 이들에 대한 정벌전에 나섰지만 미카와 호이군(宝飯郡)에서 마쓰다이라군에 대패했다. 나아가 깃타 성(吉田城)을 잃고 미카와의 지배권을 잃었다.
가이 다케다 씨는 삼국동맹을 배경으로 에치고(越後)의 나가오 가게토라(長尾景虎)와 가와나카지마 전투(川中島の戦い)라 불리는 전투를 벌였지만, 이 전투는 에이로쿠 4년(1561년)을 계기로 피차간에 어떤 승부를 내지 못한 채 종식되었다. 우지자네의 여동생인 레이쇼인(嶺松院)은 신겐의 적남(嫡男) ・ 다케다 요시노부(武田義信)에게 시집가서 그 혼맥으로 고슨 동맹이 성립되어 있었는데, 다케다 집안에서 에이로쿠 8년(1565년) 요시노부의 모반이 발각되어 유폐당하고, 2년 뒤에는 이마가와 우지자네가 다케다 영내로의 소금 판매를 금지해 버렸다. 그 해 10월 19일 요시노부가 병사했다. 오빠인 우지자네가 호조 씨를 통해 레이쇼인의 귀국을 요청하자 신겐은 이에 난색을 표하였다고 한다. 훗날 레이쇼인은 스루가로 귀국했고 이마가와로 돌아간 레이쇼인은 출가하여 데이슌니(貞春尼)라 칭하였다. 그뒤 데이슌니는 도쿠가와 히데타다의 御介錯上臈(무가의 적남에 대한 교육을 맡은 여성 가로)로 도쿠가와에 출사하였다.
에이로쿠 10년 12월, 우지자네와 겐신은 비밀리에 동맹 교섭을 시작했다고 한다. 에이로쿠 11년(1568년) 겐신에 대해 몇 번이나 교섭 과정에서 우지자네가 호조나 다케다와의 협의 사항이나 기밀사항을 우에스기측에 누설시켰고, 이는 중대한 동맹 위반이었다. 그 해에 신겐은 이마가와와 우에스기의 교섭에 관한 정보를 입수했다고 한다. 고슨 관계는 긴장 관계가 되어갔고, 다케다 집안에서는 넷째 아들 스와 가쓰요리(諏訪勝頼)가 세자가 되고, 가쓰요리의 부인으로 오다 노부나가의 양녀를 맞이하여 관계를 유지하게 되는 등 서서히 이마가와와의 적대적 자세를 보이게 된다.
에이로쿠 11년(1568년) 말에 신겐은 도쿠가와 씨(徳川氏, 마쓰다이라 씨에서 고침)와 동맹을 맺고 이마가와 령국으로의 침공을 개시했다(스루가 침공). 다케다 씨의 스루가 침공에 대해 고호조 씨는 이마가와에 가세했고, 이로 해서 고소 동맹도 파열되었다. 이마가와는 몇 년간에 령국 스루가와 미카와를 다케다와 도쿠가와에 의해 동서로 순식간에 빼앗겼다. 에이로쿠 11년(1568년) 도토미로 쫓겨난 우지자네는 마지막 거점 가케가와 성(掛川城)을 도쿠가와군의 이시카와 이에나리(石川家成)에게 넘기고 가케가와 성주 아사히나 야스토모(朝比奈泰朝) 등과 함께 고호조 씨를 의지해 오다와라(小田原)로 물러났다. 센고쿠 다이묘로써의 이마가와 씨는 오케하자마 전투 8년만에 멸망했고, 스루가는 다케다의 령국이 되었다. 이때 다케다 씨와 교전중이던 고호조 씨와 도쿠가와 씨는 우지자네가 스루가 국주로 복귀하게 할 것을 보증했지만, 훗날 고호조 씨가 다케다 씨와 화목하고 우지자네는 다케다 씨를 의지해 그 객장(客将) 같은 입장이 되었다. 도쿠가와 씨도 다케다 집안 멸망 후에 스루가를 자신의 영지로 삼으면서, 우지자네를 스루가 국주로 복귀시킨다는 약속은 물거품이 되었다.

### 에도 시대

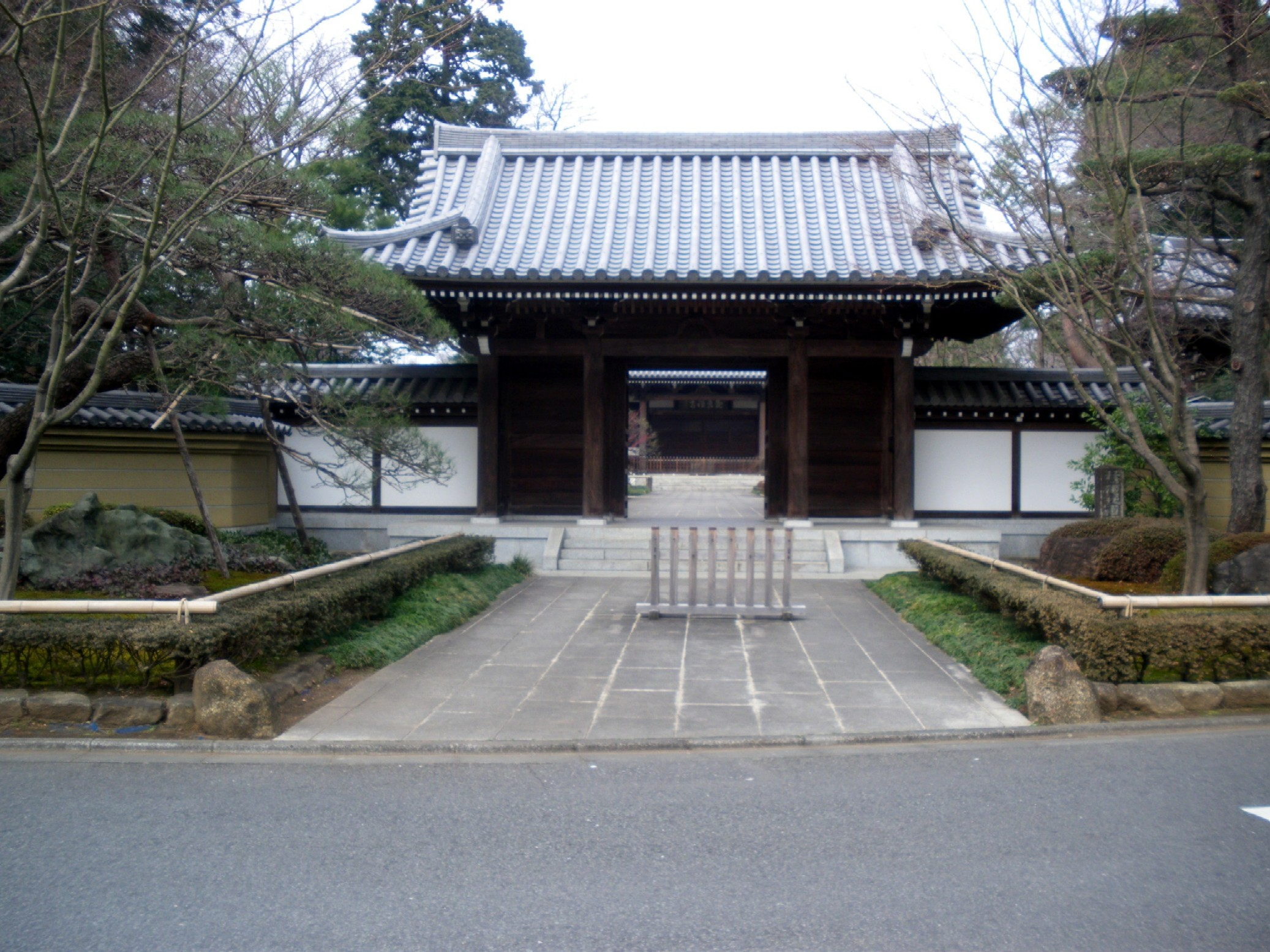
에도 시대 이마가와 집안의 보다이지였던 간센지(観泉寺). 일본 도쿄 도(東京都) 스기나미 구(杉並区)에 소재한 조동종 사찰이다.

이마가와 우지자네는 우여곡절 끝에, 에도 바쿠후(江戸幕府) 초대 쇼군 도쿠가와 이에야스(徳川家康)의 비호를 받게 되었고, 오미 국(近江国)의 노슈 군(野洲郡, 사가 현 노슈 시)에 500석의 지행지(知行地)를 안도받았다.
우지자네의 적손인 나오카타(直房)는 바쿠후에 출사하여 고게(高家)직(오쿠고게)로 취임했고, 히데타다(秀忠) ・ 이에미쓰(家光) ・ 이에쓰나(家綱) 3대 쇼군에 걸쳐 교토 조정과의 교섭 등에 힘썼다. 쇼호(正保) 2년(1645년) 교토에 파견되는 사자를 맡아서 조정으로부터 쇼군 이에야스에 대한 「도쇼구」(東照宮) 궁호 선하를 받아 낸 공으로 이에미쓰로부터 무사시 국(武蔵国) 다마 군(多摩郡) 이쿠사 촌(井草村, 도쿄 도 스기나미 구) 등 5백 석의 지행이 가증되어, 가록(家禄)은 도합 1천 석이 되었다. 나오카타 자신의 관위는 이마가와 역대 당주 가운데 가장 높은 사콘노에노쇼조(左近衛少将)까지 올랐고, 이마가와의 자손들은 그를 집안의 중흥조(中興祖)로 받들었다.
에도 시대 이마가와 집안의 보다이지였던 호슈 산(宝珠山) 간센지(観泉寺)에는 이마가와 역대 당주들의 묘가 모셔져 있고, 일본 도쿄 도의 지정사적지(指定旧跡)로 지정되어 있다. 간센지의 주소인 '이마가와'는 이 땅이 옛날 이마가와 집안의 지행지였던 데에서 유래한다.
에도 시대(江戸時代) 바쿠후의 고게 하타모토(旗本)로써 존속했던 이마가와 집안에서는 에도 시대 한 시대 동안 11명의 당주가 거쳐갔으며, 우지미치(氏睦)・요시야스(義泰) ・ 요시아키(義彰) ・ 요시모치(義用) ・ 노리노부(範叙) 여섯 명이 고게직에 취임하였다. 당주 노리노부의 대에 일본은 바쿠마쓰라 불리는 에도 바쿠후 말기의 혼란을 겪고 있었고, 고게 출신으로써 유일하게 와카도시요리(若年寄)에 취임했던 노리노부는 관군(官軍)과의 강화나 에도 성(江戸城)의 무혈개성에 즈음하여 힘을 보탰다. 그 뒤에는 조정에 귀순하여 영지를 안도받았고, 바쿠후의 신하에서 조정의 신하로 전환하여 중대부(中大夫)의 자리를 받았다.
한편 우지자네의 차남인 다카히사(高久)도 쇼군 히데타다에게 출사하여 시나가와 집안(品川家)을 칭하고  이마가와 본가와 함께 고게의 반열에 들었다.

### 메이지 이후
에도 바쿠후가 사라지고, 1869년(메이지 2년) 12월에 이마가와 집안은 사족(士族)으로 편입되었다.
1884년(메이지 17년) 시행된 화족령(華族令)으로 화족(華族)이 오등작(五爵制)이 되었을 때에 정해진 『서작내규』(叙爵内規)의 전 단계안이었던 『화족령』안이나 『서작규칙叙爵規則』(叙爵規則)안에서는 옛 바쿠후의 고게들을 고타이요리아이(交代寄合)와 함께 남작(男爵) 작위를 주는 것으로 포함시켰고, 이마가와 집안도 남작가 후보로 거론되고 있었지만, 최종적으로 정해진 『서작내규』에서는 고게도 고타이요리아이도 모두 대상에서 제외되었고, 결국 이마가와 집안은 사족으로 머무르게 되었다.
1887년(메이지 20년) 당주 이마가와 노리노부(今川範叙)의 사망으로 이마가와 집안의 적류는 단절되었다. 옛 가메야마 번(亀山藩) 번사로 교토 부(京都府)의 사족이던 세키구치 나오타로(関口直太郎)가 스스로를 이마가와 요시모토의 먼 후손이라 자처하며 서작 운동을 벌였는데, 세키구치는 1908년(메이지 41년) 궁내대신(宮内大臣) 다나카 미쓰아키(田中光顕), 1913년(다이쇼 2년)에는 궁내대신 와타나베 치아키(渡辺千秋) 앞으로 두 차례에 걸쳐 자신을 화족으로써 대우하여 작위를 수여해 달라는 요청서를 제출했지만 그 어느 것도 허가되지 못한 채 끝났다.
에도 시대에 고게 이마가와 집안의 보다이지로 간센지 외에도 와다(和田) 반쇼 산(萬昌山)의 초엔지(長延寺)도 있는데, 와다도 간센지가 소재한 이마가와와 마찬가지로 스기나미 구에 속해 있다. 초엔지는 간분(寛文) 원년(1661년) 당주 나오카타의 묘를 쓴 것을 계기로 이마가와 집안의 보다이지가 되었고, 역대 당주들의 묘가 모셔졌으나, 1909년(메이지 42년) 현재 위치로 이전하였고 그 과정에서 절에 모셔져 있던 이마가와 집안 역대 당주들의 묘석도 행방불명되어 현재는 2기만이 확인되고 있다.

## 계보
범례
실선은 친아들, 점선은 양아들 또는 혼인이다. 혼인관계의 경우 정실만 기재하였다.
1 = 종가 역대(동그라미 안의 숫자는 스루가 슈고를 역임한 대수이고, 13부터 23은 에도 막부의 고게이다).
ⅰ= 도토미 이마가와 집안 역대
요시이에 이전은 가와치 겐지 항목을 참조하십시오.
|                                   |                                   |                                   |                                   |                                   |                                   |  |  | 미나모토노 요시이에 (源義家)   |                                |                                |                                |                                |                                |  |  |                                                 |                                                 |                                                 |                                                 |                                                 |                                                 |  |  |                                          |                                          |                                          |                                          |                                          |                                          |  |  |                                                     |                                                     |                                                     |                                                     |                                                     |                                                     |  |  |                                          |                                          |                                          |                                          |                                          |                                          |  |  |                                            |                                            |                                            |                                            |                                            |                                            |  |  |  |  |  |  |  |  |  |  |  |  |  |  |  |  |  |  |  |  |  |  |  |  |
|                                   |                                   |                                   |                                   |                                   |                                   |  |  |                                |                                |                                |                                |                                |                                |  |  |                                                 |                                                 |                                                 |                                                 |                                                 |                                                 |  |  |                                          |                                          |                                          |                                          |                                          |                                          |  |  |                                                     |                                                     |                                                     |                                                     |                                                     |                                                     |  |  |                                          |                                          |                                          |                                          |                                          |                                          |  |  |                                            |                                            |                                            |                                            |                                            |                                            |  |  |  |  |  |  |  |  |  |  |  |  |  |  |  |  |  |  |  |  |  |  |  |  |
|                                   |                                   |                                   |                                   |                                   |                                   |  |  | 미나모토노 요시쿠니 (源義国)   |                                |                                |                                |                                |                                |  |  |                                                 |                                                 |                                                 |                                                 |                                                 |                                                 |  |  |                                          |                                          |                                          |                                          |                                          |                                          |  |  |                                                     |                                                     |                                                     |                                                     |                                                     |                                                     |  |  |                                          |                                          |                                          |                                          |                                          |                                          |  |  |                                            |                                            |                                            |                                            |                                            |                                            |  |  |  |  |  |  |  |  |  |  |  |  |  |  |  |  |  |  |  |  |  |  |  |  |
|                                   |                                   |                                   |                                   |                                   |                                   |  |  |                                |                                |                                |                                |                                |                                |  |  |                                                 |                                                 |                                                 |                                                 |                                                 |                                                 |  |  |                                          |                                          |                                          |                                          |                                          |                                          |  |  |                                                     |                                                     |                                                     |                                                     |                                                     |                                                     |  |  |                                          |                                          |                                          |                                          |                                          |                                          |  |  |                                            |                                            |                                            |                                            |                                            |                                            |  |  |  |  |  |  |  |  |  |  |  |  |  |  |  |  |  |  |  |  |  |  |  |  |
|                                   |                                   |                                   |                                   |                                   |                                   |  |  | 아시카가 요시야스 (足利義康)   |                                |                                |                                |                                |                                |  |  |                                                 |                                                 |                                                 |                                                 |                                                 |                                                 |  |  |                                          |                                          |                                          |                                          |                                          |                                          |  |  |                                                     |                                                     |                                                     |                                                     |                                                     |                                                     |  |  |                                          |                                          |                                          |                                          |                                          |                                          |  |  |                                            |                                            |                                            |                                            |                                            |                                            |  |  |  |  |  |  |  |  |  |  |  |  |  |  |  |  |  |  |  |  |  |  |  |  |
|                                   |                                   |                                   |                                   |                                   |                                   |  |  |                                |                                |                                |                                |                                |                                |  |  |                                                 |                                                 |                                                 |                                                 |                                                 |                                                 |  |  |                                          |                                          |                                          |                                          |                                          |                                          |  |  |                                                     |                                                     |                                                     |                                                     |                                                     |                                                     |  |  |                                          |                                          |                                          |                                          |                                          |                                          |  |  |                                            |                                            |                                            |                                            |                                            |                                            |  |  |  |  |  |  |  |  |  |  |  |  |  |  |  |  |  |  |  |  |  |  |  |  |
|                                   |                                   |                                   |                                   |                                   |                                   |  |  | 요시카네(義兼)                 |                                |                                |                                |                                |                                |  |  |                                                 |                                                 |                                                 |                                                 |                                                 |                                                 |  |  |                                          |                                          |                                          |                                          |                                          |                                          |  |  |                                                     |                                                     |                                                     |                                                     |                                                     |                                                     |  |  |                                          |                                          |                                          |                                          |                                          |                                          |  |  |                                            |                                            |                                            |                                            |                                            |                                            |  |  |  |  |  |  |  |  |  |  |  |  |  |  |  |  |  |  |  |  |  |  |  |  |
|                                   |                                   |                                   |                                   |                                   |                                   |  |  |                                |                                |                                |                                |                                |                                |  |  |                                                 |                                                 |                                                 |                                                 |                                                 |                                                 |  |  |                                          |                                          |                                          |                                          |                                          |                                          |  |  |                                                     |                                                     |                                                     |                                                     |                                                     |                                                     |  |  |                                          |                                          |                                          |                                          |                                          |                                          |  |  |                                            |                                            |                                            |                                            |                                            |                                            |  |  |  |  |  |  |  |  |  |  |  |  |  |  |  |  |  |  |  |  |  |  |  |  |
|                                   |                                   |                                   |                                   |                                   |                                   |  |  | 요시우지 (義氏)                | 요시우지 (義氏)                | 요시우지 (義氏)                | 요시우지 (義氏)                | 요시우지 (義氏)                | 요시우지 (義氏)                |  |  | 호조 도키마사(北条時政)의 딸                    | 호조 도키마사(北条時政)의 딸                    | 호조 도키마사(北条時政)의 딸                    | 호조 도키마사(北条時政)의 딸                    | 호조 도키마사(北条時政)의 딸                    | 호조 도키마사(北条時政)의 딸                    |  |  |                                          |                                          |                                          |                                          |                                          |                                          |  |  |                                                     |                                                     |                                                     |                                                     |                                                     |                                                     |  |  |                                          |                                          |                                          |                                          |                                          |                                          |  |  |                                            |                                            |                                            |                                            |                                            |                                            |  |  |  |  |  |  |  |  |  |  |  |  |  |  |  |  |  |  |  |  |  |  |  |  |
|                                   |                                   |                                   |                                   |                                   |                                   |  |  | 요시우지 (義氏)                | 요시우지 (義氏)                | 요시우지 (義氏)                | 요시우지 (義氏)                | 요시우지 (義氏)                | 요시우지 (義氏)                |  |  | 호조 도키마사(北条時政)의 딸                    | 호조 도키마사(北条時政)의 딸                    | 호조 도키마사(北条時政)의 딸                    | 호조 도키마사(北条時政)의 딸                    | 호조 도키마사(北条時政)의 딸                    | 호조 도키마사(北条時政)의 딸                    |  |  |                                          |                                          |                                          |                                          |                                          |                                          |  |  |                                                     |                                                     |                                                     |                                                     |                                                     |                                                     |  |  |                                          |                                          |                                          |                                          |                                          |                                          |  |  |                                            |                                            |                                            |                                            |                                            |                                            |  |  |  |  |  |  |  |  |  |  |  |  |  |  |  |  |  |  |  |  |  |  |  |  |
|                                   |                                   |                                   |                                   |                                   |                                   |  |  |                                |                                |                                |                                |                                |                                |  |  |                                                 |                                                 |                                                 |                                                 |                                                 |                                                 |  |  |                                          |                                          |                                          |                                          |                                          |                                          |  |  |                                                     |                                                     |                                                     |                                                     |                                                     |                                                     |  |  |                                          |                                          |                                          |                                          |                                          |                                          |  |  |                                            |                                            |                                            |                                            |                                            |                                            |  |  |  |  |  |  |  |  |  |  |  |  |  |  |  |  |  |  |  |  |  |  |  |  |
|                                   |                                   |                                   |                                   |                                   |                                   |  |  |                                |                                |                                |                                |                                |                                |  |  |                                                 |                                                 |                                                 |                                                 |                                                 |                                                 |  |  |                                          |                                          |                                          |                                          |                                          |                                          |  |  |                                                     |                                                     |                                                     |                                                     |                                                     |                                                     |  |  |                                          |                                          |                                          |                                          |                                          |                                          |  |  |                                            |                                            |                                            |                                            |                                            |                                            |  |  |  |  |  |  |  |  |  |  |  |  |  |  |  |  |  |  |  |  |  |  |  |  |
| 기라 나가우지 (吉良長氏)          | 기라 나가우지 (吉良長氏)          | 기라 나가우지 (吉良長氏)          | 기라 나가우지 (吉良長氏)          | 기라 나가우지 (吉良長氏)          | 기라 나가우지 (吉良長氏)          |  |  | 아시카가 야스우지 (足利泰氏)   | 아시카가 야스우지 (足利泰氏)   | 아시카가 야스우지 (足利泰氏)   | 아시카가 야스우지 (足利泰氏)   | 아시카가 야스우지 (足利泰氏)   | 아시카가 야스우지 (足利泰氏)   |  |  | 기라 요시쓰구 (吉良義継)                        | 기라 요시쓰구 (吉良義継)                        | 기라 요시쓰구 (吉良義継)                        | 기라 요시쓰구 (吉良義継)                        | 기라 요시쓰구 (吉良義継)                        | 기라 요시쓰구 (吉良義継)                        |  |  |                                          |                                          |                                          |                                          |                                          |                                          |  |  |                                                     |                                                     |                                                     |                                                     |                                                     |                                                     |  |  |                                          |                                          |                                          |                                          |                                          |                                          |  |  |                                            |                                            |                                            |                                            |                                            |                                            |  |  |  |  |  |  |  |  |  |  |  |  |  |  |  |  |  |  |  |  |  |  |  |  |
| 기라 나가우지 (吉良長氏)          | 기라 나가우지 (吉良長氏)          | 기라 나가우지 (吉良長氏)          | 기라 나가우지 (吉良長氏)          | 기라 나가우지 (吉良長氏)          | 기라 나가우지 (吉良長氏)          |  |  | 아시카가 야스우지 (足利泰氏)   | 아시카가 야스우지 (足利泰氏)   | 아시카가 야스우지 (足利泰氏)   | 아시카가 야스우지 (足利泰氏)   | 아시카가 야스우지 (足利泰氏)   | 아시카가 야스우지 (足利泰氏)   |  |  | 기라 요시쓰구 (吉良義継)                        | 기라 요시쓰구 (吉良義継)                        | 기라 요시쓰구 (吉良義継)                        | 기라 요시쓰구 (吉良義継)                        | 기라 요시쓰구 (吉良義継)                        | 기라 요시쓰구 (吉良義継)                        |  |  |                                          |                                          |                                          |                                          |                                          |                                          |  |  |                                                     |                                                     |                                                     |                                                     |                                                     |                                                     |  |  |                                          |                                          |                                          |                                          |                                          |                                          |  |  |                                            |                                            |                                            |                                            |                                            |                                            |  |  |  |  |  |  |  |  |  |  |  |  |  |  |  |  |  |  |  |  |  |  |  |  |
|                                   |                                   |                                   |                                   |                                   |                                   |  |  |                                |                                |                                |                                |                                |                                |  |  |                                                 |                                                 |                                                 |                                                 |                                                 |                                                 |  |  |                                          |                                          |                                          |                                          |                                          |                                          |  |  |                                                     |                                                     |                                                     |                                                     |                                                     |                                                     |  |  |                                          |                                          |                                          |                                          |                                          |                                          |  |  |                                            |                                            |                                            |                                            |                                            |                                            |  |  |  |  |  |  |  |  |  |  |  |  |  |  |  |  |  |  |  |  |  |  |  |  |
| 기라 미쓰우지 (吉良満氏)          | 기라 미쓰우지 (吉良満氏)          | 기라 미쓰우지 (吉良満氏)          | 기라 미쓰우지 (吉良満氏)          | 기라 미쓰우지 (吉良満氏)          | 기라 미쓰우지 (吉良満氏)          |  |  | 이마가와 구니우지 (今川国氏)1  | 이마가와 구니우지 (今川国氏)1  | 이마가와 구니우지 (今川国氏)1  | 이마가와 구니우지 (今川国氏)1  | 이마가와 구니우지 (今川国氏)1  | 이마가와 구니우지 (今川国氏)1  |  |  |                                                 |                                                 |                                                 |                                                 |                                                 |                                                 |  |  |                                          |                                          |                                          |                                          |                                          |                                          |  |  |                                                     |                                                     |                                                     |                                                     |                                                     |                                                     |  |  |                                          |                                          |                                          |                                          |                                          |                                          |  |  |                                            |                                            |                                            |                                            |                                            |                                            |  |  |  |  |  |  |  |  |  |  |  |  |  |  |  |  |  |  |  |  |  |  |  |  |
| 기라 미쓰우지 (吉良満氏)          | 기라 미쓰우지 (吉良満氏)          | 기라 미쓰우지 (吉良満氏)          | 기라 미쓰우지 (吉良満氏)          | 기라 미쓰우지 (吉良満氏)          | 기라 미쓰우지 (吉良満氏)          |  |  | 이마가와 구니우지 (今川国氏)1  | 이마가와 구니우지 (今川国氏)1  | 이마가와 구니우지 (今川国氏)1  | 이마가와 구니우지 (今川国氏)1  | 이마가와 구니우지 (今川国氏)1  | 이마가와 구니우지 (今川国氏)1  |  |  |                                                 |                                                 |                                                 |                                                 |                                                 |                                                 |  |  |                                          |                                          |                                          |                                          |                                          |                                          |  |  |                                                     |                                                     |                                                     |                                                     |                                                     |                                                     |  |  |                                          |                                          |                                          |                                          |                                          |                                          |  |  |                                            |                                            |                                            |                                            |                                            |                                            |  |  |  |  |  |  |  |  |  |  |  |  |  |  |  |  |  |  |  |  |  |  |  |  |
|                                   |                                   |                                   |                                   |                                   |                                   |  |  |                                |                                |                                |                                |                                |                                |  |  |                                                 |                                                 |                                                 |                                                 |                                                 |                                                 |  |  |                                          |                                          |                                          |                                          |                                          |                                          |  |  |                                                     |                                                     |                                                     |                                                     |                                                     |                                                     |  |  |                                          |                                          |                                          |                                          |                                          |                                          |  |  |                                            |                                            |                                            |                                            |                                            |                                            |  |  |  |  |  |  |  |  |  |  |  |  |  |  |  |  |  |  |  |  |  |  |  |  |
|                                   |                                   |                                   |                                   |                                   |                                   |  |  | 모토우지 (基氏)2               | 모토우지 (基氏)2               | 모토우지 (基氏)2               | 모토우지 (基氏)2               | 모토우지 (基氏)2               | 모토우지 (基氏)2               |  |  | 쓰네쿠니 (経国) (이마가와 세키구치 집안의 시조) | 쓰네쿠니 (経国) (이마가와 세키구치 집안의 시조) | 쓰네쿠니 (経国) (이마가와 세키구치 집안의 시조) | 쓰네쿠니 (経国) (이마가와 세키구치 집안의 시조) | 쓰네쿠니 (経国) (이마가와 세키구치 집안의 시조) | 쓰네쿠니 (経国) (이마가와 세키구치 집안의 시조) |  |  |                                          |                                          |                                          |                                          |                                          |                                          |  |  |                                                     |                                                     |                                                     |                                                     |                                                     |                                                     |  |  |                                          |                                          |                                          |                                          |                                          |                                          |  |  |                                            |                                            |                                            |                                            |                                            |                                            |  |  |  |  |  |  |  |  |  |  |  |  |  |  |  |  |  |  |  |  |  |  |  |  |
|                                   |                                   |                                   |                                   |                                   |                                   |  |  | 모토우지 (基氏)2               | 모토우지 (基氏)2               | 모토우지 (基氏)2               | 모토우지 (基氏)2               | 모토우지 (基氏)2               | 모토우지 (基氏)2               |  |  | 쓰네쿠니 (経国) (이마가와 세키구치 집안의 시조) | 쓰네쿠니 (経国) (이마가와 세키구치 집안의 시조) | 쓰네쿠니 (経国) (이마가와 세키구치 집안의 시조) | 쓰네쿠니 (経国) (이마가와 세키구치 집안의 시조) | 쓰네쿠니 (経国) (이마가와 세키구치 집안의 시조) | 쓰네쿠니 (経国) (이마가와 세키구치 집안의 시조) |  |  |                                          |                                          |                                          |                                          |                                          |                                          |  |  |                                                     |                                                     |                                                     |                                                     |                                                     |                                                     |  |  |                                          |                                          |                                          |                                          |                                          |                                          |  |  |                                            |                                            |                                            |                                            |                                            |                                            |  |  |  |  |  |  |  |  |  |  |  |  |  |  |  |  |  |  |  |  |  |  |  |  |
|                                   |                                   |                                   |                                   |                                   |                                   |  |  |                                |                                |                                |                                |                                |                                |  |  |                                                 |                                                 |                                                 |                                                 |                                                 |                                                 |  |  |                                          |                                          |                                          |                                          |                                          |                                          |  |  |                                                     |                                                     |                                                     |                                                     |                                                     |                                                     |  |  |                                          |                                          |                                          |                                          |                                          |                                          |  |  |                                            |                                            |                                            |                                            |                                            |                                            |  |  |  |  |  |  |  |  |  |  |  |  |  |  |  |  |  |  |  |  |  |  |  |  |
| 요리쿠니 (頼国)                   | 요리쿠니 (頼国)                   | 요리쿠니 (頼国)                   | 요리쿠니 (頼国)                   | 요리쿠니 (頼国)                   | 요리쿠니 (頼国)                   |  |  | 노리쿠니 (範国)③               | 노리쿠니 (範国)③               | 노리쿠니 (範国)③               | 노리쿠니 (範国)③               | 노리쿠니 (範国)③               | 노리쿠니 (範国)③               |  |  |                                                 |                                                 |                                                 |                                                 |                                                 |                                                 |  |  |                                          |                                          |                                          |                                          |                                          |                                          |  |  |                                                     |                                                     |                                                     |                                                     |                                                     |                                                     |  |  |                                          |                                          |                                          |                                          |                                          |                                          |  |  |                                            |                                            |                                            |                                            |                                            |                                            |  |  |  |  |  |  |  |  |  |  |  |  |  |  |  |  |  |  |  |  |  |  |  |  |
| 요리쿠니 (頼国)                   | 요리쿠니 (頼国)                   | 요리쿠니 (頼国)                   | 요리쿠니 (頼国)                   | 요리쿠니 (頼国)                   | 요리쿠니 (頼国)                   |  |  | 노리쿠니 (範国)③               | 노리쿠니 (範国)③               | 노리쿠니 (範国)③               | 노리쿠니 (範国)③               | 노리쿠니 (範国)③               | 노리쿠니 (範国)③               |  |  |                                                 |                                                 |                                                 |                                                 |                                                 |                                                 |  |  |                                          |                                          |                                          |                                          |                                          |                                          |  |  |                                                     |                                                     |                                                     |                                                     |                                                     |                                                     |  |  |                                          |                                          |                                          |                                          |                                          |                                          |  |  |                                            |                                            |                                            |                                            |                                            |                                            |  |  |  |  |  |  |  |  |  |  |  |  |  |  |  |  |  |  |  |  |  |  |  |  |
|                                   |                                   |                                   |                                   |                                   |                                   |  |  |                                |                                |                                |                                |                                |                                |  |  |                                                 |                                                 |                                                 |                                                 |                                                 |                                                 |  |  |                                          |                                          |                                          |                                          |                                          |                                          |  |  |                                                     |                                                     |                                                     |                                                     |                                                     |                                                     |  |  |                                          |                                          |                                          |                                          |                                          |                                          |  |  |                                            |                                            |                                            |                                            |                                            |                                            |  |  |  |  |  |  |  |  |  |  |  |  |  |  |  |  |  |  |  |  |  |  |  |  |
| 요리사다 (頼貞)                   | 요리사다 (頼貞)                   | 요리사다 (頼貞)                   | 요리사다 (頼貞)                   | 요리사다 (頼貞)                   | 요리사다 (頼貞)                   |  |  | 노리우지(範氏)④ (스루가 집안)  | 노리우지(範氏)④ (스루가 집안)  | 노리우지(範氏)④ (스루가 집안)  | 노리우지(範氏)④ (스루가 집안)  | 노리우지(範氏)④ (스루가 집안)  | 노리우지(範氏)④ (스루가 집안)  |  |  |                                                 |                                                 |                                                 |                                                 |                                                 |                                                 |  |  | 사다요(貞世)ⅰ (도토우미 집안)            | 사다요(貞世)ⅰ (도토우미 집안)            | 사다요(貞世)ⅰ (도토우미 집안)            | 사다요(貞世)ⅰ (도토우미 집안)            | 사다요(貞世)ⅰ (도토우미 집안)            | 사다요(貞世)ⅰ (도토우미 집안)            |  |  | 우지카네 (氏兼) (간바라 집안의 시조)                | 우지카네 (氏兼) (간바라 집안의 시조)                | 우지카네 (氏兼) (간바라 집안의 시조)                | 우지카네 (氏兼) (간바라 집안의 시조)                | 우지카네 (氏兼) (간바라 집안의 시조)                | 우지카네 (氏兼) (간바라 집안의 시조)                |  |  | 나카아키 (仲秋)ⅱ                         | 나카아키 (仲秋)ⅱ                         | 나카아키 (仲秋)ⅱ                         | 나카아키 (仲秋)ⅱ                         | 나카아키 (仲秋)ⅱ                         | 나카아키 (仲秋)ⅱ                         |  |  |                                            |                                            |                                            |                                            |                                            |                                            |  |  |  |  |  |  |  |  |  |  |  |  |  |  |  |  |  |  |  |  |  |  |  |  |
| 요리사다 (頼貞)                   | 요리사다 (頼貞)                   | 요리사다 (頼貞)                   | 요리사다 (頼貞)                   | 요리사다 (頼貞)                   | 요리사다 (頼貞)                   |  |  | 노리우지(範氏)④ (스루가 집안)  | 노리우지(範氏)④ (스루가 집안)  | 노리우지(範氏)④ (스루가 집안)  | 노리우지(範氏)④ (스루가 집안)  | 노리우지(範氏)④ (스루가 집안)  | 노리우지(範氏)④ (스루가 집안)  |  |  |                                                 |                                                 |                                                 |                                                 |                                                 |                                                 |  |  | 사다요(貞世)ⅰ (도토우미 집안)            | 사다요(貞世)ⅰ (도토우미 집안)            | 사다요(貞世)ⅰ (도토우미 집안)            | 사다요(貞世)ⅰ (도토우미 집안)            | 사다요(貞世)ⅰ (도토우미 집안)            | 사다요(貞世)ⅰ (도토우미 집안)            |  |  | 우지카네 (氏兼) (간바라 집안의 시조)                | 우지카네 (氏兼) (간바라 집안의 시조)                | 우지카네 (氏兼) (간바라 집안의 시조)                | 우지카네 (氏兼) (간바라 집안의 시조)                | 우지카네 (氏兼) (간바라 집안의 시조)                | 우지카네 (氏兼) (간바라 집안의 시조)                |  |  | 나카아키 (仲秋)ⅱ                         | 나카아키 (仲秋)ⅱ                         | 나카아키 (仲秋)ⅱ                         | 나카아키 (仲秋)ⅱ                         | 나카아키 (仲秋)ⅱ                         | 나카아키 (仲秋)ⅱ                         |  |  |                                            |                                            |                                            |                                            |                                            |                                            |  |  |  |  |  |  |  |  |  |  |  |  |  |  |  |  |  |  |  |  |  |  |  |  |
|                                   |                                   |                                   |                                   |                                   |                                   |  |  |                                |                                |                                |                                |                                |                                |  |  |                                                 |                                                 |                                                 |                                                 |                                                 |                                                 |  |  |                                          |                                          |                                          |                                          |                                          |                                          |  |  |                                                     |                                                     |                                                     |                                                     |                                                     |                                                     |  |  |                                          |                                          |                                          |                                          |                                          |                                          |  |  |                                            |                                            |                                            |                                            |                                            |                                            |  |  |  |  |  |  |  |  |  |  |  |  |  |  |  |  |  |  |  |  |  |  |  |  |
| 우지이에 (氏家)                   | 우지이에 (氏家)                   | 우지이에 (氏家)                   | 우지이에 (氏家)                   | 우지이에 (氏家)                   | 우지이에 (氏家)                   |  |  | 야스노리(泰範)⑤                | 야스노리(泰範)⑤                | 야스노리(泰範)⑤                | 야스노리(泰範)⑤                | 야스노리(泰範)⑤                | 야스노리(泰範)⑤                |  |  |                                                 |                                                 |                                                 |                                                 |                                                 |                                                 |  |  | 사다오미 (貞臣)ⅲ                         | 사다오미 (貞臣)ⅲ                         | 사다오미 (貞臣)ⅲ                         | 사다오미 (貞臣)ⅲ                         | 사다오미 (貞臣)ⅲ                         | 사다오미 (貞臣)ⅲ                         |  |  | (간바라?)요리하루 (頼春)                            | (간바라?)요리하루 (頼春)                            | (간바라?)요리하루 (頼春)                            | (간바라?)요리하루 (頼春)                            | (간바라?)요리하루 (頼春)                            | (간바라?)요리하루 (頼春)                            |  |  |                                          |                                          |                                          |                                          |                                          |                                          |  |  |                                            |                                            |                                            |                                            |                                            |                                            |  |  |  |  |  |  |  |  |  |  |  |  |  |  |  |  |  |  |  |  |  |  |  |  |
| 우지이에 (氏家)                   | 우지이에 (氏家)                   | 우지이에 (氏家)                   | 우지이에 (氏家)                   | 우지이에 (氏家)                   | 우지이에 (氏家)                   |  |  | 야스노리(泰範)⑤                | 야스노리(泰範)⑤                | 야스노리(泰範)⑤                | 야스노리(泰範)⑤                | 야스노리(泰範)⑤                | 야스노리(泰範)⑤                |  |  |                                                 |                                                 |                                                 |                                                 |                                                 |                                                 |  |  | 사다오미 (貞臣)ⅲ                         | 사다오미 (貞臣)ⅲ                         | 사다오미 (貞臣)ⅲ                         | 사다오미 (貞臣)ⅲ                         | 사다오미 (貞臣)ⅲ                         | 사다오미 (貞臣)ⅲ                         |  |  | (간바라?)요리하루 (頼春)                            | (간바라?)요리하루 (頼春)                            | (간바라?)요리하루 (頼春)                            | (간바라?)요리하루 (頼春)                            | (간바라?)요리하루 (頼春)                            | (간바라?)요리하루 (頼春)                            |  |  |                                          |                                          |                                          |                                          |                                          |                                          |  |  |                                            |                                            |                                            |                                            |                                            |                                            |  |  |  |  |  |  |  |  |  |  |  |  |  |  |  |  |  |  |  |  |  |  |  |  |
| 우에스기 도모아키 (上杉朝顕)의 딸 | 우에스기 도모아키 (上杉朝顕)의 딸 | 우에스기 도모아키 (上杉朝顕)의 딸 | 우에스기 도모아키 (上杉朝顕)의 딸 | 우에스기 도모아키 (上杉朝顕)의 딸 | 우에스기 도모아키 (上杉朝顕)의 딸 |  |  | 노리마사 (範政)⑥               | 노리마사 (範政)⑥               | 노리마사 (範政)⑥               | 노리마사 (範政)⑥               | 노리마사 (範政)⑥               | 노리마사 (範政)⑥               |  |  |                                                 |                                                 |                                                 |                                                 |                                                 |                                                 |  |  | 사다스케 (貞相)ⅳ                         | 사다스케 (貞相)ⅳ                         | 사다스케 (貞相)ⅳ                         | 사다스케 (貞相)ⅳ                         | 사다스케 (貞相)ⅳ                         | 사다스케 (貞相)ⅳ                         |  |  | 간바라 우지요리 (蒲原氏頼)                          | 간바라 우지요리 (蒲原氏頼)                          | 간바라 우지요리 (蒲原氏頼)                          | 간바라 우지요리 (蒲原氏頼)                          | 간바라 우지요리 (蒲原氏頼)                          | 간바라 우지요리 (蒲原氏頼)                          |  |  |                                          |                                          |                                          |                                          |                                          |                                          |  |  |                                            |                                            |                                            |                                            |                                            |                                            |  |  |  |  |  |  |  |  |  |  |  |  |  |  |  |  |  |  |  |  |  |  |  |  |
| 우에스기 도모아키 (上杉朝顕)의 딸 | 우에스기 도모아키 (上杉朝顕)의 딸 | 우에스기 도모아키 (上杉朝顕)의 딸 | 우에스기 도모아키 (上杉朝顕)의 딸 | 우에스기 도모아키 (上杉朝顕)의 딸 | 우에스기 도모아키 (上杉朝顕)의 딸 |  |  | 노리마사 (範政)⑥               | 노리마사 (範政)⑥               | 노리마사 (範政)⑥               | 노리마사 (範政)⑥               | 노리마사 (範政)⑥               | 노리마사 (範政)⑥               |  |  |                                                 |                                                 |                                                 |                                                 |                                                 |                                                 |  |  | 사다스케 (貞相)ⅳ                         | 사다스케 (貞相)ⅳ                         | 사다스케 (貞相)ⅳ                         | 사다스케 (貞相)ⅳ                         | 사다스케 (貞相)ⅳ                         | 사다스케 (貞相)ⅳ                         |  |  | 간바라 우지요리 (蒲原氏頼)                          | 간바라 우지요리 (蒲原氏頼)                          | 간바라 우지요리 (蒲原氏頼)                          | 간바라 우지요리 (蒲原氏頼)                          | 간바라 우지요리 (蒲原氏頼)                          | 간바라 우지요리 (蒲原氏頼)                          |  |  |                                          |                                          |                                          |                                          |                                          |                                          |  |  |                                            |                                            |                                            |                                            |                                            |                                            |  |  |  |  |  |  |  |  |  |  |  |  |  |  |  |  |  |  |  |  |  |  |  |  |
|                                   |                                   |                                   |                                   |                                   |                                   |  |  |                                |                                |                                |                                |                                |                                |  |  |                                                 |                                                 |                                                 |                                                 |                                                 |                                                 |  |  |                                          |                                          |                                          |                                          |                                          |                                          |  |  |                                                     |                                                     |                                                     |                                                     |                                                     |                                                     |  |  |                                          |                                          |                                          |                                          |                                          |                                          |  |  |                                            |                                            |                                            |                                            |                                            |                                            |  |  |  |  |  |  |  |  |  |  |  |  |  |  |  |  |  |  |  |  |  |  |  |  |
|                                   |                                   |                                   |                                   |                                   |                                   |  |  |                                |                                |                                |                                |                                |                                |  |  |                                                 |                                                 |                                                 |                                                 |                                                 |                                                 |  |  |                                          |                                          |                                          |                                          |                                          |                                          |  |  |                                                     |                                                     |                                                     |                                                     |                                                     |                                                     |  |  |                                          |                                          |                                          |                                          |                                          |                                          |  |  |                                            |                                            |                                            |                                            |                                            |                                            |  |  |  |  |  |  |  |  |  |  |  |  |  |  |  |  |  |  |  |  |  |  |  |  |
| 우에스기 우지사다 (上杉氏定)의 딸 | 우에스기 우지사다 (上杉氏定)의 딸 | 우에스기 우지사다 (上杉氏定)의 딸 | 우에스기 우지사다 (上杉氏定)의 딸 | 우에스기 우지사다 (上杉氏定)의 딸 | 우에스기 우지사다 (上杉氏定)의 딸 |  |  | 노리타다 (範忠)⑦               | 노리타다 (範忠)⑦               | 노리타다 (範忠)⑦               | 노리타다 (範忠)⑦               | 노리타다 (範忠)⑦               | 노리타다 (範忠)⑦               |  |  | 오가 노리요리 (小鹿範瀬)                        | 오가 노리요리 (小鹿範瀬)                        | 오가 노리요리 (小鹿範瀬)                        | 오가 노리요리 (小鹿範瀬)                        | 오가 노리요리 (小鹿範瀬)                        | 오가 노리요리 (小鹿範瀬)                        |  |  | 노리마사(範将)ⅴ                          | 노리마사(範将)ⅴ                          | 노리마사(範将)ⅴ                          | 노리마사(範将)ⅴ                          | 노리마사(範将)ⅴ                          | 노리마사(範将)ⅴ                          |  |  |                                                     |                                                     |                                                     |                                                     |                                                     |                                                     |  |  |                                          |                                          |                                          |                                          |                                          |                                          |  |  |                                            |                                            |                                            |                                            |                                            |                                            |  |  |  |  |  |  |  |  |  |  |  |  |  |  |  |  |  |  |  |  |  |  |  |  |
| 우에스기 우지사다 (上杉氏定)의 딸 | 우에스기 우지사다 (上杉氏定)의 딸 | 우에스기 우지사다 (上杉氏定)의 딸 | 우에스기 우지사다 (上杉氏定)의 딸 | 우에스기 우지사다 (上杉氏定)의 딸 | 우에스기 우지사다 (上杉氏定)의 딸 |  |  | 노리타다 (範忠)⑦               | 노리타다 (範忠)⑦               | 노리타다 (範忠)⑦               | 노리타다 (範忠)⑦               | 노리타다 (範忠)⑦               | 노리타다 (範忠)⑦               |  |  | 오가 노리요리 (小鹿範瀬)                        | 오가 노리요리 (小鹿範瀬)                        | 오가 노리요리 (小鹿範瀬)                        | 오가 노리요리 (小鹿範瀬)                        | 오가 노리요리 (小鹿範瀬)                        | 오가 노리요리 (小鹿範瀬)                        |  |  | 노리마사(範将)ⅴ                          | 노리마사(範将)ⅴ                          | 노리마사(範将)ⅴ                          | 노리마사(範将)ⅴ                          | 노리마사(範将)ⅴ                          | 노리마사(範将)ⅴ                          |  |  |                                                     |                                                     |                                                     |                                                     |                                                     |                                                     |  |  |                                          |                                          |                                          |                                          |                                          |                                          |  |  |                                            |                                            |                                            |                                            |                                            |                                            |  |  |  |  |  |  |  |  |  |  |  |  |  |  |  |  |  |  |  |  |  |  |  |  |
|                                   |                                   |                                   |                                   |                                   |                                   |  |  |                                |                                |                                |                                |                                |                                |  |  |                                                 |                                                 |                                                 |                                                 |                                                 |                                                 |  |  |                                          |                                          |                                          |                                          |                                          |                                          |  |  |                                                     |                                                     |                                                     |                                                     |                                                     |                                                     |  |  |                                          |                                          |                                          |                                          |                                          |                                          |  |  |                                            |                                            |                                            |                                            |                                            |                                            |  |  |  |  |  |  |  |  |  |  |  |  |  |  |  |  |  |  |  |  |  |  |  |  |
| 이세 모리사다의 딸                | 이세 모리사다의 딸                | 이세 모리사다의 딸                | 이세 모리사다의 딸                | 이세 모리사다의 딸                | 이세 모리사다의 딸                |  |  | 요시타다 (義忠)⑧               | 요시타다 (義忠)⑧               | 요시타다 (義忠)⑧               | 요시타다 (義忠)⑧               | 요시타다 (義忠)⑧               | 요시타다 (義忠)⑧               |  |  | 오가 노리미쓰 (小鹿範満)                        | 오가 노리미쓰 (小鹿範満)                        | 오가 노리미쓰 (小鹿範満)                        | 오가 노리미쓰 (小鹿範満)                        | 오가 노리미쓰 (小鹿範満)                        | 오가 노리미쓰 (小鹿範満)                        |  |  | 사다노부 (貞延)ⅵ                         | 사다노부 (貞延)ⅵ                         | 사다노부 (貞延)ⅵ                         | 사다노부 (貞延)ⅵ                         | 사다노부 (貞延)ⅵ                         | 사다노부 (貞延)ⅵ                         |  |  |                                                     |                                                     |                                                     |                                                     |                                                     |                                                     |  |  |                                          |                                          |                                          |                                          |                                          |                                          |  |  |                                            |                                            |                                            |                                            |                                            |                                            |  |  |  |  |  |  |  |  |  |  |  |  |  |  |  |  |  |  |  |  |  |  |  |  |
| 이세 모리사다의 딸                | 이세 모리사다의 딸                | 이세 모리사다의 딸                | 이세 모리사다의 딸                | 이세 모리사다의 딸                | 이세 모리사다의 딸                |  |  | 요시타다 (義忠)⑧               | 요시타다 (義忠)⑧               | 요시타다 (義忠)⑧               | 요시타다 (義忠)⑧               | 요시타다 (義忠)⑧               | 요시타다 (義忠)⑧               |  |  | 오가 노리미쓰 (小鹿範満)                        | 오가 노리미쓰 (小鹿範満)                        | 오가 노리미쓰 (小鹿範満)                        | 오가 노리미쓰 (小鹿範満)                        | 오가 노리미쓰 (小鹿範満)                        | 오가 노리미쓰 (小鹿範満)                        |  |  | 사다노부 (貞延)ⅵ                         | 사다노부 (貞延)ⅵ                         | 사다노부 (貞延)ⅵ                         | 사다노부 (貞延)ⅵ                         | 사다노부 (貞延)ⅵ                         | 사다노부 (貞延)ⅵ                         |  |  |                                                     |                                                     |                                                     |                                                     |                                                     |                                                     |  |  |                                          |                                          |                                          |                                          |                                          |                                          |  |  |                                            |                                            |                                            |                                            |                                            |                                            |  |  |  |  |  |  |  |  |  |  |  |  |  |  |  |  |  |  |  |  |  |  |  |  |
|                                   |                                   |                                   |                                   |                                   |                                   |  |  |                                |                                |                                |                                |                                |                                |  |  |                                                 |                                                 |                                                 |                                                 |                                                 |                                                 |  |  |                                          |                                          |                                          |                                          |                                          |                                          |  |  |                                                     |                                                     |                                                     |                                                     |                                                     |                                                     |  |  |                                          |                                          |                                          |                                          |                                          |                                          |  |  |                                            |                                            |                                            |                                            |                                            |                                            |  |  |  |  |  |  |  |  |  |  |  |  |  |  |  |  |  |  |  |  |  |  |  |  |
|                                   |                                   |                                   |                                   |                                   |                                   |  |  |                                |                                |                                |                                |                                |                                |  |  |                                                 |                                                 |                                                 |                                                 |                                                 |                                                 |  |  |                                          |                                          |                                          |                                          |                                          |                                          |  |  |                                                     |                                                     |                                                     |                                                     |                                                     |                                                     |  |  |                                          |                                          |                                          |                                          |                                          |                                          |  |  |                                            |                                            |                                            |                                            |                                            |                                            |  |  |  |  |  |  |  |  |  |  |  |  |  |  |  |  |  |  |  |  |  |  |  |  |
| 나카미카도 노부카네의 딸          | 나카미카도 노부카네의 딸          | 나카미카도 노부카네의 딸          | 나카미카도 노부카네의 딸          | 나카미카도 노부카네의 딸          | 나카미카도 노부카네의 딸          |  |  | 우지치카 (氏親)⑨               | 우지치카 (氏親)⑨               | 우지치카 (氏親)⑨               | 우지치카 (氏親)⑨               | 우지치카 (氏親)⑨               | 우지치카 (氏親)⑨               |  |  |                                                 |                                                 |                                                 |                                                 |                                                 |                                                 |  |  | 세나 가즈히데 (瀬名一秀)                 | 세나 가즈히데 (瀬名一秀)                 | 세나 가즈히데 (瀬名一秀)                 | 세나 가즈히데 (瀬名一秀)                 | 세나 가즈히데 (瀬名一秀)                 | 세나 가즈히데 (瀬名一秀)                 |  |  | 호리코시 사다모토 (堀越貞基)                        | 호리코시 사다모토 (堀越貞基)                        | 호리코시 사다모토 (堀越貞基)                        | 호리코시 사다모토 (堀越貞基)                        | 호리코시 사다모토 (堀越貞基)                        | 호리코시 사다모토 (堀越貞基)                        |  |  |                                          |                                          |                                          |                                          |                                          |                                          |  |  |                                            |                                            |                                            |                                            |                                            |                                            |  |  |  |  |  |  |  |  |  |  |  |  |  |  |  |  |  |  |  |  |  |  |  |  |
| 나카미카도 노부카네의 딸          | 나카미카도 노부카네의 딸          | 나카미카도 노부카네의 딸          | 나카미카도 노부카네의 딸          | 나카미카도 노부카네의 딸          | 나카미카도 노부카네의 딸          |  |  | 우지치카 (氏親)⑨               | 우지치카 (氏親)⑨               | 우지치카 (氏親)⑨               | 우지치카 (氏親)⑨               | 우지치카 (氏親)⑨               | 우지치카 (氏親)⑨               |  |  |                                                 |                                                 |                                                 |                                                 |                                                 |                                                 |  |  | 세나 가즈히데 (瀬名一秀)                 | 세나 가즈히데 (瀬名一秀)                 | 세나 가즈히데 (瀬名一秀)                 | 세나 가즈히데 (瀬名一秀)                 | 세나 가즈히데 (瀬名一秀)                 | 세나 가즈히데 (瀬名一秀)                 |  |  | 호리코시 사다모토 (堀越貞基)                        | 호리코시 사다모토 (堀越貞基)                        | 호리코시 사다모토 (堀越貞基)                        | 호리코시 사다모토 (堀越貞基)                        | 호리코시 사다모토 (堀越貞基)                        | 호리코시 사다모토 (堀越貞基)                        |  |  |                                          |                                          |                                          |                                          |                                          |                                          |  |  |                                            |                                            |                                            |                                            |                                            |                                            |  |  |  |  |  |  |  |  |  |  |  |  |  |  |  |  |  |  |  |  |  |  |  |  |
|                                   |                                   |                                   |                                   |                                   |                                   |  |  |                                |                                |                                |                                |                                |                                |  |  |                                                 |                                                 |                                                 |                                                 |                                                 |                                                 |  |  |                                          |                                          |                                          |                                          |                                          |                                          |  |  |                                                     |                                                     |                                                     |                                                     |                                                     |                                                     |  |  |                                          |                                          |                                          |                                          |                                          |                                          |  |  |                                            |                                            |                                            |                                            |                                            |                                            |  |  |  |  |  |  |  |  |  |  |  |  |  |  |  |  |  |  |  |  |  |  |  |  |
|                                   |                                   |                                   |                                   |                                   |                                   |  |  |                                |                                |                                |                                |                                |                                |  |  |                                                 |                                                 |                                                 |                                                 |                                                 |                                                 |  |  |                                          |                                          |                                          |                                          |                                          |                                          |  |  |                                                     |                                                     |                                                     |                                                     |                                                     |                                                     |  |  |                                          |                                          |                                          |                                          |                                          |                                          |  |  |                                            |                                            |                                            |                                            |                                            |                                            |  |  |  |  |  |  |  |  |  |  |  |  |  |  |  |  |  |  |  |  |  |  |  |  |
| 우지테루 (氏輝)⑩                  | 우지테루 (氏輝)⑩                  | 우지테루 (氏輝)⑩                  | 우지테루 (氏輝)⑩                  | 우지테루 (氏輝)⑩                  | 우지테루 (氏輝)⑩                  |  |  | 히코고로 (彦五郎)              | 히코고로 (彦五郎)              | 히코고로 (彦五郎)              | 히코고로 (彦五郎)              | 히코고로 (彦五郎)              | 히코고로 (彦五郎)              |  |  | 겐코 에탄 (玄広恵探)                            | 겐코 에탄 (玄広恵探)                            | 겐코 에탄 (玄広恵探)                            | 겐코 에탄 (玄広恵探)                            | 겐코 에탄 (玄広恵探)                            | 겐코 에탄 (玄広恵探)                            |  |  | 조케이인 (定恵院) (다케다 노부토라의 딸) | 조케이인 (定恵院) (다케다 노부토라의 딸) | 조케이인 (定恵院) (다케다 노부토라의 딸) | 조케이인 (定恵院) (다케다 노부토라의 딸) | 조케이인 (定恵院) (다케다 노부토라의 딸) | 조케이인 (定恵院) (다케다 노부토라의 딸) |  |  | 요시모토 (義元)⑪                                    | 요시모토 (義元)⑪                                    | 요시모토 (義元)⑪                                    | 요시모토 (義元)⑪                                    | 요시모토 (義元)⑪                                    | 요시모토 (義元)⑪                                    |  |  | 우지토요(氏豊)                           | 우지토요(氏豊)                           | 우지토요(氏豊)                           | 우지토요(氏豊)                           | 우지토요(氏豊)                           | 우지토요(氏豊)                           |  |  | 즈이케이인 (瑞渓院) (호조 우지야스의 아내) | 즈이케이인 (瑞渓院) (호조 우지야스의 아내) | 즈이케이인 (瑞渓院) (호조 우지야스의 아내) | 즈이케이인 (瑞渓院) (호조 우지야스의 아내) | 즈이케이인 (瑞渓院) (호조 우지야스의 아내) | 즈이케이인 (瑞渓院) (호조 우지야스의 아내) |  |  |  |  |  |  |  |  |  |  |  |  |  |  |  |  |  |  |  |  |  |  |  |  |
| 우지테루 (氏輝)⑩                  | 우지테루 (氏輝)⑩                  | 우지테루 (氏輝)⑩                  | 우지테루 (氏輝)⑩                  | 우지테루 (氏輝)⑩                  | 우지테루 (氏輝)⑩                  |  |  | 히코고로 (彦五郎)              | 히코고로 (彦五郎)              | 히코고로 (彦五郎)              | 히코고로 (彦五郎)              | 히코고로 (彦五郎)              | 히코고로 (彦五郎)              |  |  | 겐코 에탄 (玄広恵探)                            | 겐코 에탄 (玄広恵探)                            | 겐코 에탄 (玄広恵探)                            | 겐코 에탄 (玄広恵探)                            | 겐코 에탄 (玄広恵探)                            | 겐코 에탄 (玄広恵探)                            |  |  | 조케이인 (定恵院) (다케다 노부토라의 딸) | 조케이인 (定恵院) (다케다 노부토라의 딸) | 조케이인 (定恵院) (다케다 노부토라의 딸) | 조케이인 (定恵院) (다케다 노부토라의 딸) | 조케이인 (定恵院) (다케다 노부토라의 딸) | 조케이인 (定恵院) (다케다 노부토라의 딸) |  |  | 요시모토 (義元)⑪                                    | 요시모토 (義元)⑪                                    | 요시모토 (義元)⑪                                    | 요시모토 (義元)⑪                                    | 요시모토 (義元)⑪                                    | 요시모토 (義元)⑪                                    |  |  | 우지토요(氏豊)                           | 우지토요(氏豊)                           | 우지토요(氏豊)                           | 우지토요(氏豊)                           | 우지토요(氏豊)                           | 우지토요(氏豊)                           |  |  | 즈이케이인 (瑞渓院) (호조 우지야스의 아내) | 즈이케이인 (瑞渓院) (호조 우지야스의 아내) | 즈이케이인 (瑞渓院) (호조 우지야스의 아내) | 즈이케이인 (瑞渓院) (호조 우지야스의 아내) | 즈이케이인 (瑞渓院) (호조 우지야스의 아내) | 즈이케이인 (瑞渓院) (호조 우지야스의 아내) |  |  |  |  |  |  |  |  |  |  |  |  |  |  |  |  |  |  |  |  |  |  |  |  |
|                                   |                                   |                                   |                                   |                                   |                                   |  |  |                                |                                |                                |                                |                                |                                |  |  |                                                 |                                                 |                                                 |                                                 |                                                 |                                                 |  |  |                                          |                                          |                                          |                                          |                                          |                                          |  |  |                                                     |                                                     |                                                     |                                                     |                                                     |                                                     |  |  |                                          |                                          |                                          |                                          |                                          |                                          |  |  |                                            |                                            |                                            |                                            |                                            |                                            |  |  |  |  |  |  |  |  |  |  |  |  |  |  |  |  |  |  |  |  |  |  |  |  |
|                                   |                                   |                                   |                                   |                                   |                                   |  |  |                                |                                |                                |                                |                                |                                |  |  |                                                 |                                                 |                                                 |                                                 |                                                 |                                                 |  |  |                                          |                                          |                                          |                                          |                                          |                                          |  |  |                                                     |                                                     |                                                     |                                                     |                                                     |                                                     |  |  |                                          |                                          |                                          |                                          |                                          |                                          |  |  |                                            |                                            |                                            |                                            |                                            |                                            |  |  |  |  |  |  |  |  |  |  |  |  |  |  |  |  |  |  |  |  |  |  |  |  |
|                                   |                                   |                                   |                                   |                                   |                                   |  |  |                                |                                |                                |                                |                                |                                |  |  |                                                 |                                                 |                                                 |                                                 |                                                 |                                                 |  |  | 호조 우지야스의 딸                       | 호조 우지야스의 딸                       | 호조 우지야스의 딸                       | 호조 우지야스의 딸                       | 호조 우지야스의 딸                       | 호조 우지야스의 딸                       |  |  | 우지자네 (氏真)⑫                                    | 우지자네 (氏真)⑫                                    | 우지자네 (氏真)⑫                                    | 우지자네 (氏真)⑫                                    | 우지자네 (氏真)⑫                                    | 우지자네 (氏真)⑫                                    |  |  | 레이쇼인 (嶺松院) (다케다 요시노부의 딸) | 레이쇼인 (嶺松院) (다케다 요시노부의 딸) | 레이쇼인 (嶺松院) (다케다 요시노부의 딸) | 레이쇼인 (嶺松院) (다케다 요시노부의 딸) | 레이쇼인 (嶺松院) (다케다 요시노부의 딸) | 레이쇼인 (嶺松院) (다케다 요시노부의 딸) |  |  |                                            |                                            |                                            |                                            |                                            |                                            |  |  |  |  |  |  |  |  |  |  |  |  |  |  |  |  |  |  |  |  |  |  |  |  |
|                                   |                                   |                                   |                                   |                                   |                                   |  |  |                                |                                |                                |                                |                                |                                |  |  |                                                 |                                                 |                                                 |                                                 |                                                 |                                                 |  |  | 호조 우지야스의 딸                       | 호조 우지야스의 딸                       | 호조 우지야스의 딸                       | 호조 우지야스의 딸                       | 호조 우지야스의 딸                       | 호조 우지야스의 딸                       |  |  | 우지자네 (氏真)⑫                                    | 우지자네 (氏真)⑫                                    | 우지자네 (氏真)⑫                                    | 우지자네 (氏真)⑫                                    | 우지자네 (氏真)⑫                                    | 우지자네 (氏真)⑫                                    |  |  | 레이쇼인 (嶺松院) (다케다 요시노부의 딸) | 레이쇼인 (嶺松院) (다케다 요시노부의 딸) | 레이쇼인 (嶺松院) (다케다 요시노부의 딸) | 레이쇼인 (嶺松院) (다케다 요시노부의 딸) | 레이쇼인 (嶺松院) (다케다 요시노부의 딸) | 레이쇼인 (嶺松院) (다케다 요시노부의 딸) |  |  |                                            |                                            |                                            |                                            |                                            |                                            |  |  |  |  |  |  |  |  |  |  |  |  |  |  |  |  |  |  |  |  |  |  |  |  |
|                                   |                                   |                                   |                                   |                                   |                                   |  |  |                                |                                |                                |                                |                                |                                |  |  |                                                 |                                                 |                                                 |                                                 |                                                 |                                                 |  |  |                                          |                                          |                                          |                                          |                                          |                                          |  |  |                                                     |                                                     |                                                     |                                                     |                                                     |                                                     |  |  |                                          |                                          |                                          |                                          |                                          |                                          |  |  |                                            |                                            |                                            |                                            |                                            |                                            |  |  |  |  |  |  |  |  |  |  |  |  |  |  |  |  |  |  |  |  |  |  |  |  |
|                                   |                                   |                                   |                                   |                                   |                                   |  |  |                                |                                |                                |                                |                                |                                |  |  |                                                 |                                                 |                                                 |                                                 |                                                 |                                                 |  |  |                                          |                                          |                                          |                                          |                                          |                                          |  |  |                                                     |                                                     |                                                     |                                                     |                                                     |                                                     |  |  |                                          |                                          |                                          |                                          |                                          |                                          |  |  |                                            |                                            |                                            |                                            |                                            |                                            |  |  |  |  |  |  |  |  |  |  |  |  |  |  |  |  |  |  |  |  |  |  |  |  |
| 구니오마루 (国王丸)               | 구니오마루 (国王丸)               | 구니오마루 (国王丸)               | 구니오마루 (国王丸)               | 구니오마루 (国王丸)               | 구니오마루 (国王丸)               |  |  | 기라 요시야스 (吉良義安)의 딸  | 기라 요시야스 (吉良義安)의 딸  | 기라 요시야스 (吉良義安)의 딸  | 기라 요시야스 (吉良義安)의 딸  | 기라 요시야스 (吉良義安)의 딸  | 기라 요시야스 (吉良義安)의 딸  |  |  | 우지모치 (範以)                                 | 우지모치 (範以)                                 | 우지모치 (範以)                                 | 우지모치 (範以)                                 | 우지모치 (範以)                                 | 우지모치 (範以)                                 |  |  |                                          |                                          |                                          |                                          |                                          |                                          |  |  | 시나가와 다카히사 (品川高久) (시나가와 집안의 시조) | 시나가와 다카히사 (品川高久) (시나가와 집안의 시조) | 시나가와 다카히사 (品川高久) (시나가와 집안의 시조) | 시나가와 다카히사 (品川高久) (시나가와 집안의 시조) | 시나가와 다카히사 (品川高久) (시나가와 집안의 시조) | 시나가와 다카히사 (品川高久) (시나가와 집안의 시조) |  |  | 기라 요시사다 (吉良義定)의 아내          | 기라 요시사다 (吉良義定)의 아내          | 기라 요시사다 (吉良義定)의 아내          | 기라 요시사다 (吉良義定)의 아내          | 기라 요시사다 (吉良義定)의 아내          | 기라 요시사다 (吉良義定)의 아내          |  |  |                                            |                                            |                                            |                                            |                                            |                                            |  |  |  |  |  |  |  |  |  |  |  |  |  |  |  |  |  |  |  |  |  |  |  |  |
| 구니오마루 (国王丸)               | 구니오마루 (国王丸)               | 구니오마루 (国王丸)               | 구니오마루 (国王丸)               | 구니오마루 (国王丸)               | 구니오마루 (国王丸)               |  |  | 기라 요시야스 (吉良義安)의 딸  | 기라 요시야스 (吉良義安)의 딸  | 기라 요시야스 (吉良義安)의 딸  | 기라 요시야스 (吉良義安)의 딸  | 기라 요시야스 (吉良義安)의 딸  | 기라 요시야스 (吉良義安)의 딸  |  |  | 우지모치 (範以)                                 | 우지모치 (範以)                                 | 우지모치 (範以)                                 | 우지모치 (範以)                                 | 우지모치 (範以)                                 | 우지모치 (範以)                                 |  |  |                                          |                                          |                                          |                                          |                                          |                                          |  |  | 시나가와 다카히사 (品川高久) (시나가와 집안의 시조) | 시나가와 다카히사 (品川高久) (시나가와 집안의 시조) | 시나가와 다카히사 (品川高久) (시나가와 집안의 시조) | 시나가와 다카히사 (品川高久) (시나가와 집안의 시조) | 시나가와 다카히사 (品川高久) (시나가와 집안의 시조) | 시나가와 다카히사 (品川高久) (시나가와 집안의 시조) |  |  | 기라 요시사다 (吉良義定)의 아내          | 기라 요시사다 (吉良義定)의 아내          | 기라 요시사다 (吉良義定)의 아내          | 기라 요시사다 (吉良義定)의 아내          | 기라 요시사다 (吉良義定)의 아내          | 기라 요시사다 (吉良義定)의 아내          |  |  |                                            |                                            |                                            |                                            |                                            |                                            |  |  |  |  |  |  |  |  |  |  |  |  |  |  |  |  |  |  |  |  |  |  |  |  |
|                                   |                                   |                                   |                                   |                                   |                                   |  |  |                                |                                |                                |                                |                                |                                |  |  |                                                 |                                                 |                                                 |                                                 |                                                 |                                                 |  |  |                                          |                                          |                                          |                                          |                                          |                                          |  |  |                                                     |                                                     |                                                     |                                                     |                                                     |                                                     |  |  |                                          |                                          |                                          |                                          |                                          |                                          |  |  |                                            |                                            |                                            |                                            |                                            |                                            |  |  |  |  |  |  |  |  |  |  |  |  |  |  |  |  |  |  |  |  |  |  |  |  |
|                                   |                                   |                                   |                                   |                                   |                                   |  |  |                                |                                |                                |                                |                                |                                |  |  |                                                 |                                                 |                                                 |                                                 |                                                 |                                                 |  |  |                                          |                                          |                                          |                                          |                                          |                                          |  |  |                                                     |                                                     |                                                     |                                                     |                                                     |                                                     |  |  |                                          |                                          |                                          |                                          |                                          |                                          |  |  |                                            |                                            |                                            |                                            |                                            |                                            |  |  |  |  |  |  |  |  |  |  |  |  |  |  |  |  |  |  |  |  |  |  |  |  |
|                                   |                                   |                                   |                                   |                                   |                                   |  |  |                                |                                |                                |                                |                                |                                |  |  | 나오후사 (直房)13                               | 나오후사 (直房)13                               | 나오후사 (直房)13                               | 나오후사 (直房)13                               | 나오후사 (直房)13                               | 나오후사 (直房)13                               |  |  | 기라 요시미쓰 (吉良義弥)의 아내          | 기라 요시미쓰 (吉良義弥)의 아내          | 기라 요시미쓰 (吉良義弥)의 아내          | 기라 요시미쓰 (吉良義弥)의 아내          | 기라 요시미쓰 (吉良義弥)의 아내          | 기라 요시미쓰 (吉良義弥)의 아내          |  |  |                                                     |                                                     |                                                     |                                                     |                                                     |                                                     |  |  |                                          |                                          |                                          |                                          |                                          |                                          |  |  |                                            |                                            |                                            |                                            |                                            |                                            |  |  |  |  |  |  |  |  |  |  |  |  |  |  |  |  |  |  |  |  |  |  |  |  |
|                                   |                                   |                                   |                                   |                                   |                                   |  |  |                                |                                |                                |                                |                                |                                |  |  | 나오후사 (直房)13                               | 나오후사 (直房)13                               | 나오후사 (直房)13                               | 나오후사 (直房)13                               | 나오후사 (直房)13                               | 나오후사 (直房)13                               |  |  | 기라 요시미쓰 (吉良義弥)의 아내          | 기라 요시미쓰 (吉良義弥)의 아내          | 기라 요시미쓰 (吉良義弥)의 아내          | 기라 요시미쓰 (吉良義弥)의 아내          | 기라 요시미쓰 (吉良義弥)의 아내          | 기라 요시미쓰 (吉良義弥)의 아내          |  |  |                                                     |                                                     |                                                     |                                                     |                                                     |                                                     |  |  |                                          |                                          |                                          |                                          |                                          |                                          |  |  |                                            |                                            |                                            |                                            |                                            |                                            |  |  |  |  |  |  |  |  |  |  |  |  |  |  |  |  |  |  |  |  |  |  |  |  |
|                                   |                                   |                                   |                                   |                                   |                                   |  |  |                                |                                |                                |                                |                                |                                |  |  | 우지나리 (氏堯)14                               |                                                 |                                                 |                                                 |                                                 |                                                 |  |  |                                          |                                          |                                          |                                          |                                          |                                          |  |  |                                                     |                                                     |                                                     |                                                     |                                                     |                                                     |  |  |                                          |                                          |                                          |                                          |                                          |                                          |  |  |                                            |                                            |                                            |                                            |                                            |                                            |  |  |  |  |  |  |  |  |  |  |  |  |  |  |  |  |  |  |  |  |  |  |  |  |
|                                   |                                   |                                   |                                   |                                   |                                   |  |  |                                |                                |                                |                                |                                |                                |  |  |                                                 |                                                 |                                                 |                                                 |                                                 |                                                 |  |  |                                          |                                          |                                          |                                          |                                          |                                          |  |  |                                                     |                                                     |                                                     |                                                     |                                                     |                                                     |  |  |                                          |                                          |                                          |                                          |                                          |                                          |  |  |                                            |                                            |                                            |                                            |                                            |                                            |  |  |  |  |  |  |  |  |  |  |  |  |  |  |  |  |  |  |  |  |  |  |  |  |
|                                   |                                   |                                   |                                   |                                   |                                   |  |  | 호조 우지히라 (北条氏平)의 딸  | 호조 우지히라 (北条氏平)의 딸  | 호조 우지히라 (北条氏平)의 딸  | 호조 우지히라 (北条氏平)의 딸  | 호조 우지히라 (北条氏平)의 딸  | 호조 우지히라 (北条氏平)의 딸  |  |  | 우지미치 (氏睦)15                               | 우지미치 (氏睦)15                               | 우지미치 (氏睦)15                               | 우지미치 (氏睦)15                               | 우지미치 (氏睦)15                               | 우지미치 (氏睦)15                               |  |  |                                          |                                          |                                          |                                          |                                          |                                          |  |  |                                                     |                                                     |                                                     |                                                     |                                                     |                                                     |  |  |                                          |                                          |                                          |                                          |                                          |                                          |  |  |                                            |                                            |                                            |                                            |                                            |                                            |  |  |  |  |  |  |  |  |  |  |  |  |  |  |  |  |  |  |  |  |  |  |  |  |
|                                   |                                   |                                   |                                   |                                   |                                   |  |  | 호조 우지히라 (北条氏平)의 딸  | 호조 우지히라 (北条氏平)의 딸  | 호조 우지히라 (北条氏平)의 딸  | 호조 우지히라 (北条氏平)의 딸  | 호조 우지히라 (北条氏平)의 딸  | 호조 우지히라 (北条氏平)의 딸  |  |  | 우지미치 (氏睦)15                               | 우지미치 (氏睦)15                               | 우지미치 (氏睦)15                               | 우지미치 (氏睦)15                               | 우지미치 (氏睦)15                               | 우지미치 (氏睦)15                               |  |  |                                          |                                          |                                          |                                          |                                          |                                          |  |  |                                                     |                                                     |                                                     |                                                     |                                                     |                                                     |  |  |                                          |                                          |                                          |                                          |                                          |                                          |  |  |                                            |                                            |                                            |                                            |                                            |                                            |  |  |  |  |  |  |  |  |  |  |  |  |  |  |  |  |  |  |  |  |  |  |  |  |
|                                   |                                   |                                   |                                   |                                   |                                   |  |  |                                |                                |                                |                                |                                |                                |  |  |                                                 |                                                 |                                                 |                                                 |                                                 |                                                 |  |  |                                          |                                          |                                          |                                          |                                          |                                          |  |  |                                                     |                                                     |                                                     |                                                     |                                                     |                                                     |  |  |                                          |                                          |                                          |                                          |                                          |                                          |  |  |                                            |                                            |                                            |                                            |                                            |                                            |  |  |  |  |  |  |  |  |  |  |  |  |  |  |  |  |  |  |  |  |  |  |  |  |
|                                   |                                   |                                   |                                   |                                   |                                   |  |  |                                |                                |                                |                                |                                |                                |  |  | 노리타카(範高)16                                |                                                 |                                                 |                                                 |                                                 |                                                 |  |  |                                          |                                          |                                          |                                          |                                          |                                          |  |  |                                                     |                                                     |                                                     |                                                     |                                                     |                                                     |  |  |                                          |                                          |                                          |                                          |                                          |                                          |  |  |                                            |                                            |                                            |                                            |                                            |                                            |  |  |  |  |  |  |  |  |  |  |  |  |  |  |  |  |  |  |  |  |  |  |  |  |
|                                   |                                   |                                   |                                   |                                   |                                   |  |  |                                |                                |                                |                                |                                |                                |  |  |                                                 |                                                 |                                                 |                                                 |                                                 |                                                 |  |  |                                          |                                          |                                          |                                          |                                          |                                          |  |  |                                                     |                                                     |                                                     |                                                     |                                                     |                                                     |  |  |                                          |                                          |                                          |                                          |                                          |                                          |  |  |                                            |                                            |                                            |                                            |                                            |                                            |  |  |  |  |  |  |  |  |  |  |  |  |  |  |  |  |  |  |  |  |  |  |  |  |
|                                   |                                   |                                   |                                   |                                   |                                   |  |  |                                |                                |                                |                                |                                |                                |  |  | 노리누시 (範主)17                               |                                                 |                                                 |                                                 |                                                 |                                                 |  |  |                                          |                                          |                                          |                                          |                                          |                                          |  |  |                                                     |                                                     |                                                     |                                                     |                                                     |                                                     |  |  |                                          |                                          |                                          |                                          |                                          |                                          |  |  |                                            |                                            |                                            |                                            |                                            |                                            |  |  |  |  |  |  |  |  |  |  |  |  |  |  |  |  |  |  |  |  |  |  |  |  |
|                                   |                                   |                                   |                                   |                                   |                                   |  |  |                                |                                |                                |                                |                                |                                |  |  |                                                 |                                                 |                                                 |                                                 |                                                 |                                                 |  |  |                                          |                                          |                                          |                                          |                                          |                                          |  |  |                                                     |                                                     |                                                     |                                                     |                                                     |                                                     |  |  |                                          |                                          |                                          |                                          |                                          |                                          |  |  |                                            |                                            |                                            |                                            |                                            |                                            |  |  |  |  |  |  |  |  |  |  |  |  |  |  |  |  |  |  |  |  |  |  |  |  |
|                                   |                                   |                                   |                                   |                                   |                                   |  |  |                                |                                |                                |                                |                                |                                |  |  |                                                 |                                                 |                                                 |                                                 |                                                 |                                                 |  |  |                                          |                                          |                                          |                                          |                                          |                                          |  |  |                                                     |                                                     |                                                     |                                                     |                                                     |                                                     |  |  |                                          |                                          |                                          |                                          |                                          |                                          |  |  |                                            |                                            |                                            |                                            |                                            |                                            |  |  |  |  |  |  |  |  |  |  |  |  |  |  |  |  |  |  |  |  |  |  |  |  |
| 노리히코 (範彦)18                 | 노리히코 (範彦)18                 | 노리히코 (範彦)18                 | 노리히코 (範彦)18                 | 노리히코 (範彦)18                 | 노리히코 (範彦)18                 |  |  | 마쓰다이라 가쓰부미 (松平勝文) | 마쓰다이라 가쓰부미 (松平勝文) | 마쓰다이라 가쓰부미 (松平勝文) | 마쓰다이라 가쓰부미 (松平勝文) | 마쓰다이라 가쓰부미 (松平勝文) | 마쓰다이라 가쓰부미 (松平勝文) |  |  | 요시야스 (義泰)19                               | 요시야스 (義泰)19                               | 요시야스 (義泰)19                               | 요시야스 (義泰)19                               | 요시야스 (義泰)19                               | 요시야스 (義泰)19                               |  |  |                                          |                                          |                                          |                                          |                                          |                                          |  |  |                                                     |                                                     |                                                     |                                                     |                                                     |                                                     |  |  |                                          |                                          |                                          |                                          |                                          |                                          |  |  |                                            |                                            |                                            |                                            |                                            |                                            |  |  |  |  |  |  |  |  |  |  |  |  |  |  |  |  |  |  |  |  |  |  |  |  |
| 노리히코 (範彦)18                 | 노리히코 (範彦)18                 | 노리히코 (範彦)18                 | 노리히코 (範彦)18                 | 노리히코 (範彦)18                 | 노리히코 (範彦)18                 |  |  | 마쓰다이라 가쓰부미 (松平勝文) | 마쓰다이라 가쓰부미 (松平勝文) | 마쓰다이라 가쓰부미 (松平勝文) | 마쓰다이라 가쓰부미 (松平勝文) | 마쓰다이라 가쓰부미 (松平勝文) | 마쓰다이라 가쓰부미 (松平勝文) |  |  | 요시야스 (義泰)19                               | 요시야스 (義泰)19                               | 요시야스 (義泰)19                               | 요시야스 (義泰)19                               | 요시야스 (義泰)19                               | 요시야스 (義泰)19                               |  |  |                                          |                                          |                                          |                                          |                                          |                                          |  |  |                                                     |                                                     |                                                     |                                                     |                                                     |                                                     |  |  |                                          |                                          |                                          |                                          |                                          |                                          |  |  |                                            |                                            |                                            |                                            |                                            |                                            |  |  |  |  |  |  |  |  |  |  |  |  |  |  |  |  |  |  |  |  |  |  |  |  |
|                                   |                                   |                                   |                                   |                                   |                                   |  |  |                                |                                |                                |                                |                                |                                |  |  | 우지아키 (義彰)20                               |                                                 |                                                 |                                                 |                                                 |                                                 |  |  |                                          |                                          |                                          |                                          |                                          |                                          |  |  |                                                     |                                                     |                                                     |                                                     |                                                     |                                                     |  |  |                                          |                                          |                                          |                                          |                                          |                                          |  |  |                                            |                                            |                                            |                                            |                                            |                                            |  |  |  |  |  |  |  |  |  |  |  |  |  |  |  |  |  |  |  |  |  |  |  |  |
|                                   |                                   |                                   |                                   |                                   |                                   |  |  |                                |                                |                                |                                |                                |                                |  |  |                                                 |                                                 |                                                 |                                                 |                                                 |                                                 |  |  |                                          |                                          |                                          |                                          |                                          |                                          |  |  |                                                     |                                                     |                                                     |                                                     |                                                     |                                                     |  |  |                                          |                                          |                                          |                                          |                                          |                                          |  |  |                                            |                                            |                                            |                                            |                                            |                                            |  |  |  |  |  |  |  |  |  |  |  |  |  |  |  |  |  |  |  |  |  |  |  |  |
|                                   |                                   |                                   |                                   |                                   |                                   |  |  |                                |                                |                                |                                |                                |                                |  |  | 요시모치 (義用)21                               |                                                 |                                                 |                                                 |                                                 |                                                 |  |  |                                          |                                          |                                          |                                          |                                          |                                          |  |  |                                                     |                                                     |                                                     |                                                     |                                                     |                                                     |  |  |                                          |                                          |                                          |                                          |                                          |                                          |  |  |                                            |                                            |                                            |                                            |                                            |                                            |  |  |  |  |  |  |  |  |  |  |  |  |  |  |  |  |  |  |  |  |  |  |  |  |
|                                   |                                   |                                   |                                   |                                   |                                   |  |  |                                |                                |                                |                                |                                |                                |  |  |                                                 |                                                 |                                                 |                                                 |                                                 |                                                 |  |  |                                          |                                          |                                          |                                          |                                          |                                          |  |  |                                                     |                                                     |                                                     |                                                     |                                                     |                                                     |  |  |                                          |                                          |                                          |                                          |                                          |                                          |  |  |                                            |                                            |                                            |                                            |                                            |                                            |  |  |  |  |  |  |  |  |  |  |  |  |  |  |  |  |  |  |  |  |  |  |  |  |
|                                   |                                   |                                   |                                   |                                   |                                   |  |  |                                |                                |                                |                                |                                |                                |  |  | 요시요리 (義順)22                               |                                                 |                                                 |                                                 |                                                 |                                                 |  |  |                                          |                                          |                                          |                                          |                                          |                                          |  |  |                                                     |                                                     |                                                     |                                                     |                                                     |                                                     |  |  |                                          |                                          |                                          |                                          |                                          |                                          |  |  |                                            |                                            |                                            |                                            |                                            |                                            |  |  |  |  |  |  |  |  |  |  |  |  |  |  |  |  |  |  |  |  |  |  |  |  |
|                                   |                                   |                                   |                                   |                                   |                                   |  |  |                                |                                |                                |                                |                                |                                |  |  |                                                 |                                                 |                                                 |                                                 |                                                 |                                                 |  |  |                                          |                                          |                                          |                                          |                                          |                                          |  |  |                                                     |                                                     |                                                     |                                                     |                                                     |                                                     |  |  |                                          |                                          |                                          |                                          |                                          |                                          |  |  |                                            |                                            |                                            |                                            |                                            |                                            |  |  |  |  |  |  |  |  |  |  |  |  |  |  |  |  |  |  |  |  |  |  |  |  |
|                                   |                                   |                                   |                                   |                                   |                                   |  |  |                                |                                |                                |                                |                                |                                |  |  | 요시노부(範叙)23                                |                                                 |                                                 |                                                 |                                                 |                                                 |  |  |                                          |                                          |                                          |                                          |                                          |                                          |  |  |                                                     |                                                     |                                                     |                                                     |                                                     |                                                     |  |  |                                          |                                          |                                          |                                          |                                          |                                          |  |  |                                            |                                            |                                            |                                            |                                            |                                            |  |  |  |  |  |  |  |  |  |  |  |  |  |  |  |  |  |  |  |  |  |  |  |  |
|                                   |                                   |                                   |                                   |                                   |                                   |  |  |                                |                                |                                |                                |                                |                                |  |  |                                                 |                                                 |                                                 |                                                 |                                                 |                                                 |  |  |                                          |                                          |                                          |                                          |                                          |                                          |  |  |                                                     |                                                     |                                                     |                                                     |                                                     |                                                     |  |  |                                          |                                          |                                          |                                          |                                          |                                          |  |  |                                            |                                            |                                            |                                            |                                            |                                            |  |  |  |  |  |  |  |  |  |  |  |  |  |  |  |  |  |  |  |  |  |  |  |  |
|                                   |                                   |                                   |                                   |                                   |                                   |  |  |                                |                                |                                |                                |                                |                                |  |  | 요시토(淑人)                                    |                                                 |                                                 |                                                 |                                                 |                                                 |  |  |                                          |                                          |                                          |                                          |                                          |                                          |  |  |                                                     |                                                     |                                                     |                                                     |                                                     |                                                     |  |  |                                          |                                          |                                          |                                          |                                          |                                          |  |  |                                            |                                            |                                            |                                            |                                            |                                            |  |  |  |  |  |  |  |  |  |  |  |  |  |  |  |  |  |  |  |  |  |  |  |  |

### 내용주
1. ↑  기라 집안에서 슈고(守護)나 간레이(管領), 사무라이도코로쇼시(侍所所司) 같은 바쿠후 요직에 임명된 사람이 한 명도 없었던 것은 이러한 이유에서였다. 이들 관직은 「가신의 일」이었고, 아시카가 종가의 계승권을 지닌 사람은 가신들이나 맡아 볼 간레이 '따위'에 임명될 신분이 결코 아니었기 때문이다.
2. ↑  2021년 시점에서 일본 아이치 현(愛知県) 니시오 시(西尾市) 이마가와 정(今川町) 주변 지역이다.
3. ↑  또는 구니우지는 나가우지의 조카인데 그의 양자가 되었다고도 한다
4. ↑  원래는 5형제였는데 넷째 동생은 승려로 출가했다.
5. ↑  다케다 씨의 이마가와 령국으로의 침공에 대해서 고호조 씨는 우에스기와의 엣소 동맹(越相同盟)을 맺어 대항하였고, 사태는 우에스기 씨나 오다 씨 등의 동향과도 관계되어 복잡하게 흘러갔다.
6. ↑  에도 바쿠후가 적가(嫡家) 이외에는 이마가와 성을 칭하는 것을 허락하지 않았기 때문에 서류(庶流)는 시나가와 성을 칭하게 된 것이다.
7. ↑  쇼군 아시카가 요시아키라로부터 정식으로 스루가 슈고로 임명되고 난 뒤에 사망하였기 때문에 스루가 이마가와 씨 역대 당주로 세기는 어렵다는 오이시 야스시(大石泰史)의 설도 있다.[18]
8. ↑  노리마사의 조카라는 설도 있다.
9. ↑  사다스케의 아들이라고도 한다.
10. ↑  우지치카의 친아들이 아니라는 설도 있다.
11. 1 2  고호조 씨의 비호 아래에 들어간 우지자네는 정실의 조카로 이마가와 집안의 피를 이은 종조카(큰어머니 즈이케이인의 손자)이기도 한 호조 구니오마루(北条国王丸, 훗날의 호조 우지나오)를 유자(猶子)로 스루가 이마가와 씨의 당주를 양도하였으나, 훗날 연조를 해소하고 우지자네가 당주로 복귀하였다.
12. ↑  시나가와 다카히사(品川高久)의 외손자이다.
13. ↑  우지나리의 종형제로 시나가와 다카히사의 손자이다.
14. ↑  시나가와 고레우지(品川伊氏)의 장남으로 다카히사의 직계 현손(玄孫)이다.
15. ↑  노리타다의 친동생이다.